# Liste der Baudenkmäler im Nürnberger Stadtteil St. Johannis
Diese Liste der Baudenkmäler im Nürnberger Stadtteil St. Johannis ist ein Teil der Liste der Baudenkmäler in Nürnberg. Sie enthält die in der Bayerischen Denkmalliste ausgewiesenen Baudenkmäler in St. Johannis. Grundlage ist die Bayerische Denkmalliste, die nach dem Denkmalschutzgesetz vom 1. Oktober 1973 erstellt wurde. Seither wird sie durch das Bayerische Landesamt für Denkmalpflege geführt und aktualisiert. Die folgenden Angaben ersetzen nicht die rechtsverbindliche Auskunft der Denkmalschutzbehörde.
Diese Teilliste enthält Objekte aus folgenden statistischen Stadtteilen und deren statistischen Distrikten:
- 00 Engere Innenstadt: 07 St. Johannis
- 02 Weiterer Innenstadtgürtel West/Nord/Ost: 24 Bielingplatz, 23 Sandberg

## Ensembles
| Lage       | Objekt                                        | Beschreibung | Akten-Nr.     | Bild                               |
| ---------- | --------------------------------------------- | --- | ------------- | ---------------------------------- |
| (Standort) | Ensemble Arndtstraße/Jagdstraße/Wielandstraße | Das Ensemble umfasst ein in den Jahren um 1890 bis nach 1900 erbautes geschlossenes Viertel mit Mietshäusern. Es liegt an der Grenze zweier erst 1825 endgültig zu Nürnberg gekommener Ruralgemeinden, St. Johannis und Gärten hinter der Veste, die beide bis ins frühe 19. Jahrhundert weitgehend nur aus nürnbergerischen Gartenwesen bestanden. Die Umwandlung zu einem geschlossen bebauten Stadtquartier war wesentlich motiviert durch die Altstadtnähe und die Ansiedlung von Industriebetrieben, von denen heute noch diese Vorstädte durchsetzt sind. Die drei ähnlichen Parallelstraßen Wielandstraße, Arndtstraße und Jagdstraße lassen den Versuch einer regelmäßigen, gerasterten Baulinienplanung und Stadtentwicklung erkennen. | E-5-64-000-4  | BW                                 |
| (Standort) | Ensemble Weidenmühle                          | Die Weidenmühle, 1234 erstmals genannt, kam 1431 in den Besitz der Stadt Nürnberg. In den ersten Jahrzehnten des 19. Jahrhunderts gehörte die Weidenmühle zu den Steuerdistrikten Gostenhof und Sündersbühl, die 1818 Landgemeinden wurden und 1825 mit dem sog. „Burgfrieden“ wieder an Nürnberg kamen. Mit der Weidenmühle hat sich ein altstadtnahes Mühlenensemble erhalten. | E-5-64-000-17 | BW                                 |
| (Standort) | Kleinwohnungsanlage Sankt Johannis            | Die Kleinwohnungsanlage St. Johannis umfasst die Wohnbauten der Gemeinnützigen Wohnungsbaugesellschaft der Stadt Nürnberg, die 1925/27 vom städtischen Baurat Karl Sorg im Stadtteil St. Johannis errichtet worden sind. Es handelt sich hier um eine rein gemeindliche Unternehmung mit dem Ziel für alle Bevölkerungsschichten (jedoch überwiegend kleine) Mietwohnungen herzustellen. Das Ensemble, das nicht auf den gesamten Bereich des ursprünglichen Bebauungsplanes von Karl Sorg ausgedehnt werden kann, umfasst drei Hauptkomplexe. Als erstes ist der trapezförmige in sich geschlossene Hauskomplex mit Ladengeschäften zwischen Johannisstraße und Wilhelm-Marx-Straße zu nennen, der wie alle durch sparsamen skulpturalen Dekor bei den Hauseingängen belebt ist. Gegenüber auf abschüssigem Gelände zwischen Wilhelm-Marx-Straße und Krugstraße entwickelt sich ein leicht expressionistisch gestalteter Hauskomplex. Diese sehr ausgedehnte zumeist dreigeschossige Miethausanlage gruppiert sich alternierend in drei mit Durchgängen durchlässig gemachte engere Straßenhöfe und drei weite, nach Süden geöffnete Gartenhöfe. Obwohl nicht alle ursprünglichen Gestaltungsmomente erhalten sind, ergänzen die Wiederaufbauten die ursprüngliche Einheit. Jenseits der Krugstraße finden sich dann weniger ausgeprägte blockumschließende Wohnungsanlagen, allerdings besitzen auch diese das für alle großen Wohnungsanlagen und Siedlungen so wichtige straßenüberspannende, akzentsetzende und straßenraumbildende Tormotiv. | E-5-64-000-18 | Kleinwohnungsanlage Sankt Johannis |
| (Standort) | Ensemble Rieterstraße/Rückertstraße           | Das Ensemble liegt im 1825 eingemeindeten Stadtteil St. Johannis und besteht aus dem Straßenabschnitt der Rieterstraße zwischen Bucher Straße und dem Platz an der Einmündung Rückertstraße sowie dem Baublock über ungefähr dreieckigem Grundriss zwischen Rückertstraße / Kirchenweg / Friedrich-Ebert-Platz. Die Straßenführung lässt eine zugrundeliegende Baulinienplanung erkennen, die sowohl ein rasterförmiges Stadterweiterungskonzept erkennen lässt als auch eine ältere diagonale Wegführung, die ehem. Wetzendorfer Straße. Die Erinnerung an die Vorgeschichte der städtischen Entwicklung mit unregelmäßigen Gartengrundstücken gab der geschlossenen städtischen Bebauung doch das gewünschte abwechslungsreiche Bild. Die Mietshausbebauung zeigt, wie hier durch private Spekulation Zug um Zug neue Wohnquartiere entstehen konnten mit eher zufällig geschlossenen Bereichen, die nicht als Erfolge einer systematisch geplanten und ausgreifenden Stadterweiterung zu werten sind. Hierbei handelt es sich um ein herrschaftliches Wohnviertel der letzten Periode der Nürnberger Stadtausdehnung vor dem Ersten Weltkrieg. Die Rieterstraße wurde kontinuierlich von ein und demselben Grundstückseigner und Bauherren bebaut. An ihr finden sich stattliche viergeschossige Mietshäuser, die älteren ab 1903 errichtet sind noch vom Neu-Nürnberger-Stil geprägt, während die jüngeren bis 1908 errichteten Nürnberger Jugendstilformen zeigen, die ebenfalls historisierende Elemente enthalten können. Vor den mit Zwerchgiebeln und Erkern gegliederten Sandsteinfassaden sind vielfach die zugehörigen Vorgärten mit Pfeilergitterzäunen erhalten, die ein wichtiges Element für den vornehmen Charakter des Quartiers sind. | E-5-64-000-27 | BW                                 |

## Baudenkmäler

### St. Johannis

#### Nürnberger Kreuzweg
| Lage                            | Objekt                               | Beschreibung | Akten-Nr.               | Bild           |
| ------------------------------- | ------------------------------------ | --- | ----------------------- | -------------- |
| Burgschmietstraße 6 (Standort)  | Nürnberger Kreuzweg: Erste Station   | Kreuzweg von der Burg zum St.-Johannis-Friedhof, sieben Leidensstationen Christi, Sandsteinreliefs auf Postamenten, um 1505–08 von Adam Kraft, Kopien von 1889–1910, siebente Station nach Kriegszerstörungen 1983 wiederhergestellt. | D-5-64-000-328 Wikidata | weitere Bilder |
| Burgschmietstraße 12 (Standort) | Nürnberger Kreuzweg: Zweite Station  | | D-5-64-000-328 Wikidata | weitere Bilder |
| Burgschmietstraße 18 (Standort) | Nürnberger Kreuzweg: Dritte Station  | | D-5-64-000-328 Wikidata | weitere Bilder |
| Campestraße 1 (Standort)        | Nürnberger Kreuzweg: Vierte Station  | | D-5-64-000-328 Wikidata | weitere Bilder |
| Burgschmietstraße 42 (Standort) | Nürnberger Kreuzweg: Fünfte Station  | | D-5-64-000-328 Wikidata | weitere Bilder |
| Johannisstraße 46 (Standort)    | Nürnberger Kreuzweg: Sechste Station | | D-5-64-000-328 Wikidata | weitere Bilder |
| Lindengasse 44 (Standort)       | Nürnberger Kreuzweg: Siebte Station  | | D-5-64-000-328 Wikidata | weitere Bilder |

#### Johannisfriedhof
| Lage       | Objekt                                               | Beschreibung | Akten-Nr.               | Bild                                                 |
| ---------- | ---------------------------------------------------- | --- | ----------------------- | ---------------------------------------------------- |
| (Standort) | St. Johannisfriedhof                                 | Anlage eines Siechkobels mit Friedhof bei St. Johannis 1234/38, Weihe des Friedhofs bei der Stephanuskapelle 1395, allgemeiner Friedhof für die Sebalder Stadtseite seit 1518/20, Erweiterungen 1562, 1592, 1856, 1886/88 und 1896, mit zahlreichen liegenden Grabsteinen mit Bronze- und Messingepitaphien des 16.–19. Jahrhunderts und stehenden Grabsteinen 19./1. Hälfte 20. Jahrhundert | D-5-64-000-922 Wikidata | weitere Bilder                                       |
| (Standort) | Evangelisch-lutherische Friedhofskirche St. Johannis | Saalkirche, verputzter Massivbau mit Satteldach, gotischer Ostchor mit Rippengewölbe geweiht 1377, flachgedecktes Langhaus geweiht 1395, Sakristeianbau mit Pultdach 1446, Zutaten des 19. Jahrhunderts unter Carl Alexander Heideloff, Dach mit Dachreiter und Westgiebelwand nach 1945 erneuert; mit Ausstattung                                                                           | D-5-64-000-922 Wikidata | Evangelisch-lutherische Friedhofskirche St. Johannis |
| (Standort) | Holzschuher-Kapelle                                  | Als Nachbau des Hl. Grabes Rundbau aus Sandsteinquadern mit Zeltdach und östlichem Choranbau mit halbrundem Abschluss, anstelle einer Stephanuskapelle neu errichtet von Hans Beheim d. Ä., 1513; mit Ausstattung | D-5-64-000-922 Wikidata | weitere Bilder                                       |
| (Standort) | Steinschreiberhaus                                   | zweigeschossiger verputzter Massivbau mit Walmdach und Satteldachgauben, anstelle eines Vorgängerbaus neu errichtet 1682 | D-5-64-000-922 Wikidata | weitere Bilder                                       |
| (Standort) | Grufthalle                                           | 25 offene Spitzbogenarkaden, eingeschossiger Sandsteinquaderbau mit Satteldach und Mittelrisalit, neugotisch, Bernhard Solger, 1856/60, nördlich angebaut Leichenhalle, eingeschossiger Sandsteinquaderbau mit Satteldach, daran östlich anschließend Kapelle, Sandsteinquaderbau mit Satteldach und polygonalem Chor, neugotisch, Heinrich Wallraff, 1898/99                                | D-5-64-000-922 Wikidata | weitere Bilder                                       |
| (Standort) | Friedhofsmauer                                       | Sandsteinquadermauer mit zwei Eingangsportalen, hohe Rundbogenportale mit Pilastergliederung und Giebelaufsätzen, nördl. Portal bez. 1644, östl. Portal bez. 1662. | D-5-64-000-922 Wikidata | weitere Bilder                                       |

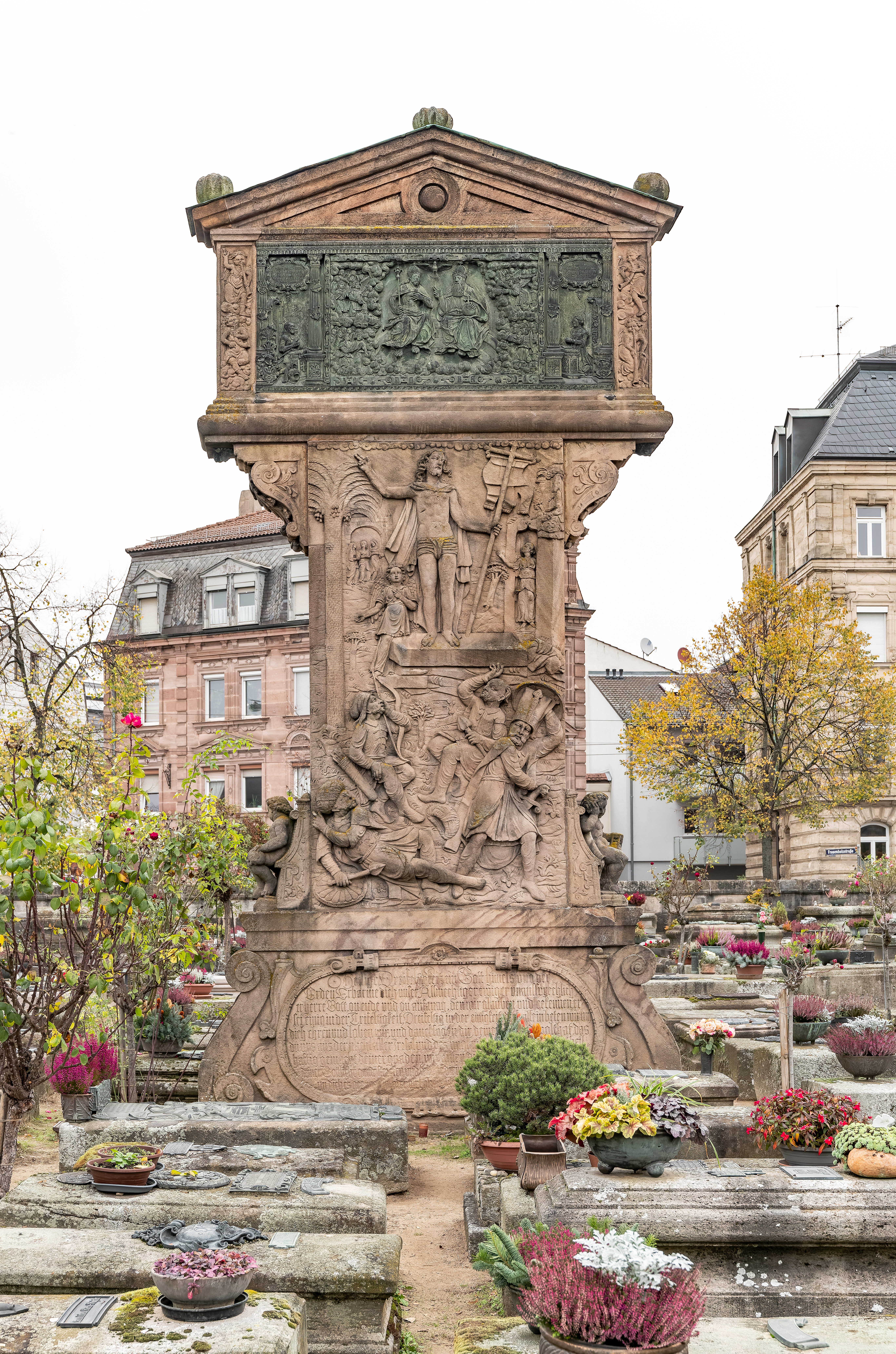
Stele von Wolfgang Münzer
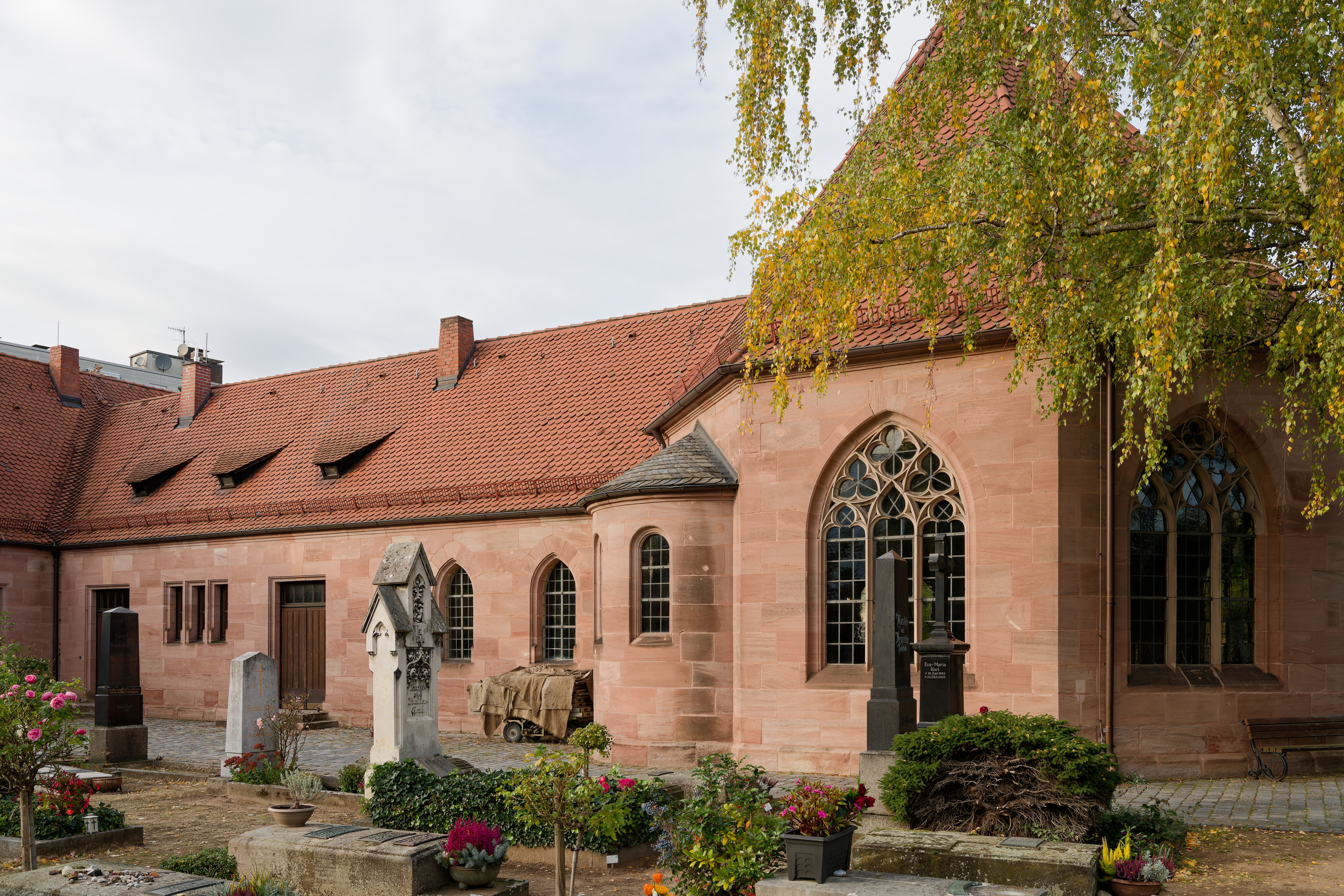
Leichenhalle
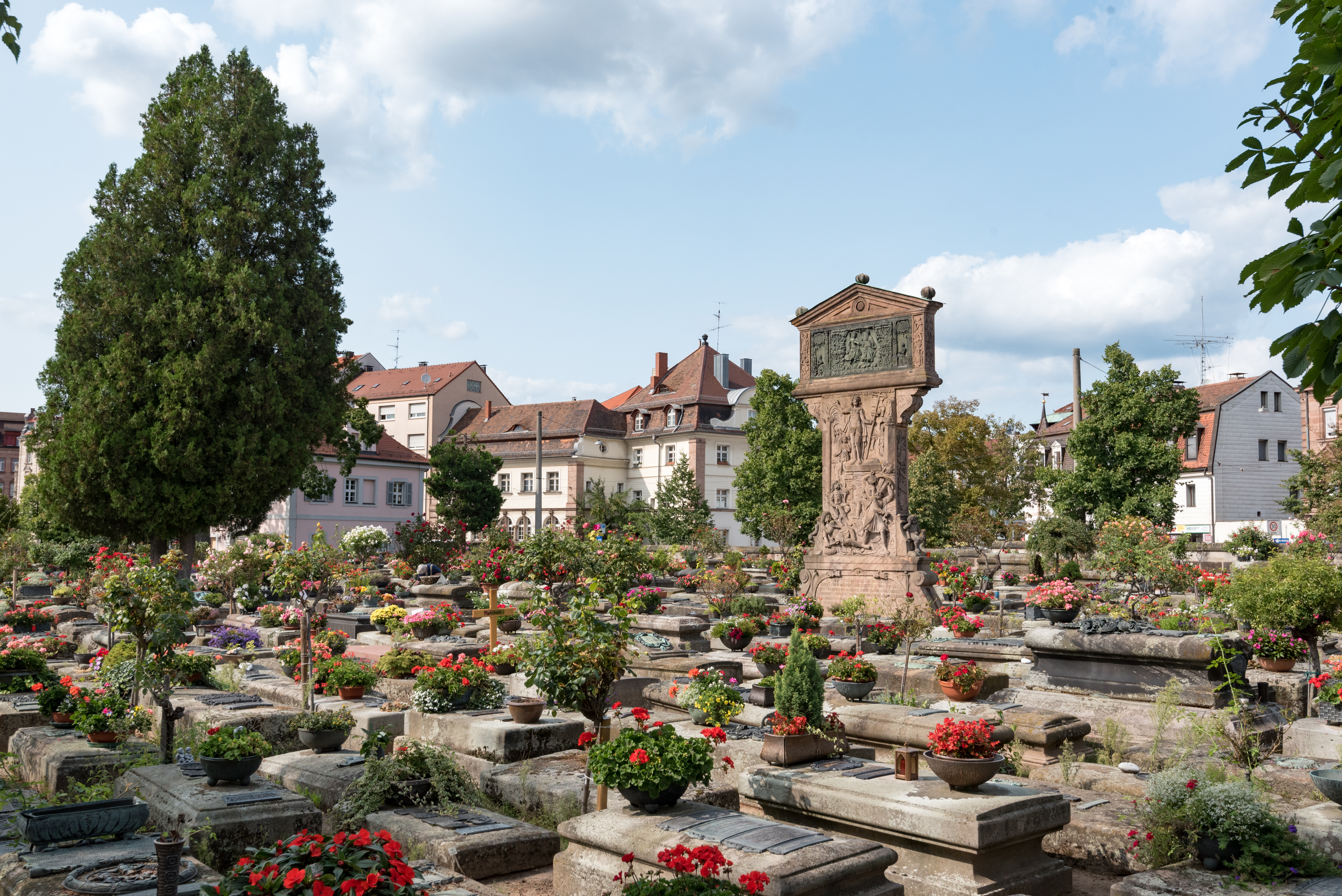
Gräber im nordöstlichen Teil des Friedhofs
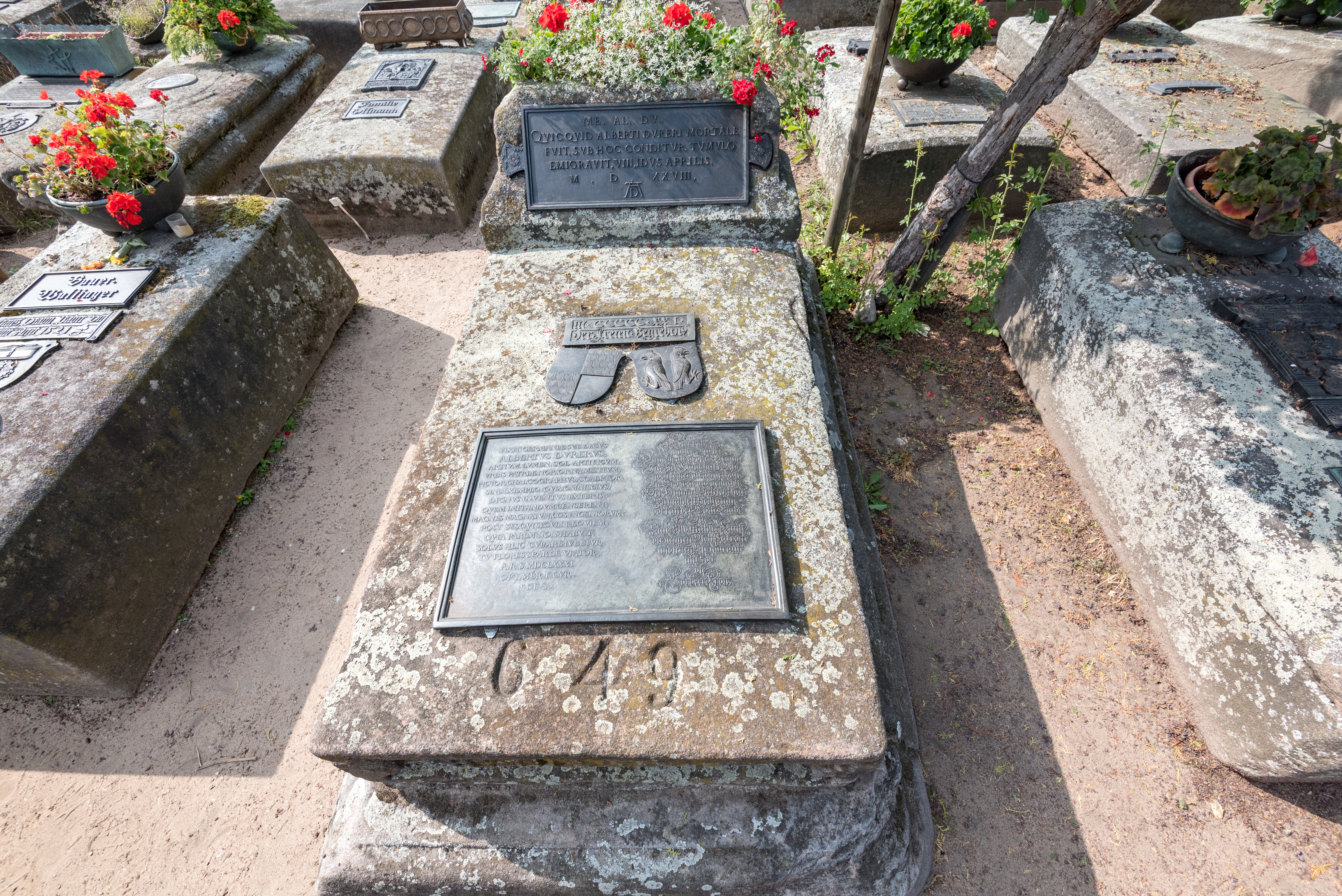
Grab von Albrecht Dürer
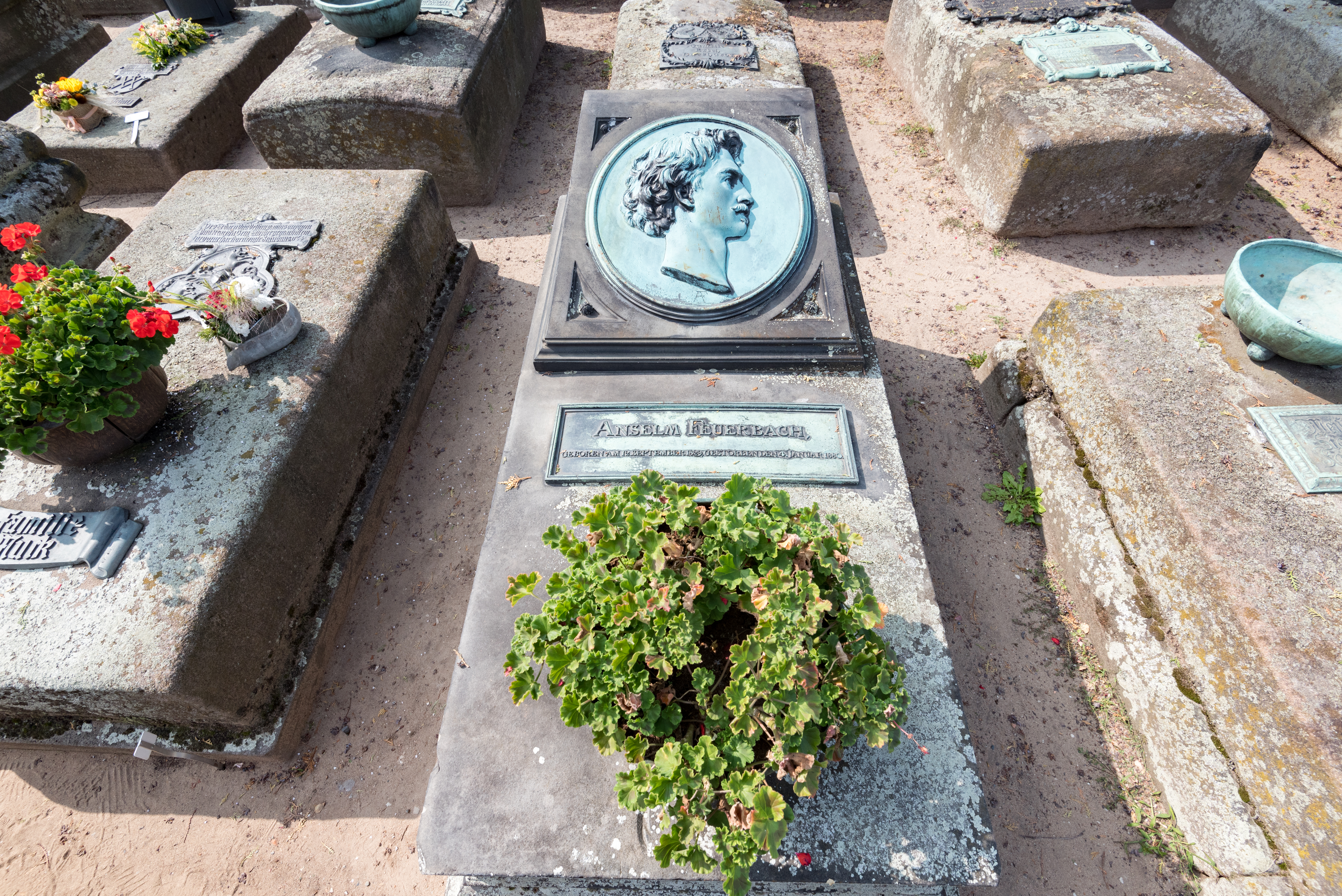
Grab von Anselm Feuerbach
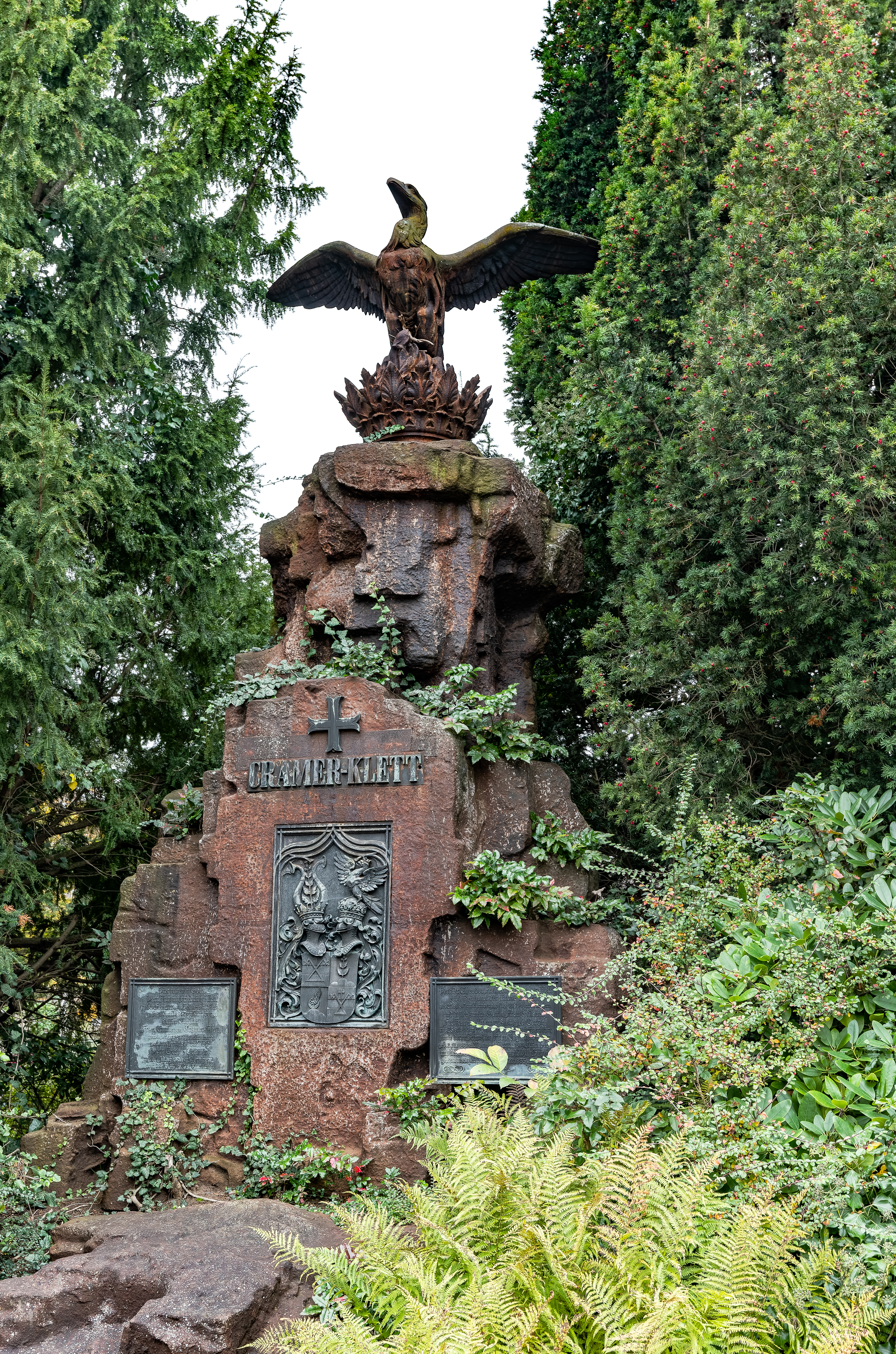
Grabstätte Cramer-Klett

#### Restliches St Johannis
| Lage                                                          | Objekt                                                      | Beschreibung | Akten-Nr.                | Bild           |
| ------------------------------------------------------------- | ----------------------------------------------------------- | --- | ------------------------ | -------------- |
| Adam-Kraft-Straße 1 (Standort)                                | Mietshaus                                                   | Dreigeschossiges Eckhaus mit Mansardhalbwalmdach, Zwerchgiebeln und Walmdachgauben, Eckerker mit Zeltdach, Sandsteinquaderbau im Neu-Nürnberger-Stil, um 1900 | D-5-64-000-8 Wikidata    | weitere Bilder |
| Adam-Kraft-Straße 2 (Standort)                                | Schulgebäude                                                | Langgestreckter dreigeschossiger Zweiflügelbau mit Flachdach, mit Risaliten gegliederter Sandsteinquaderbau, rückseitig verputzt, bezeichnet 1881/82, Erweiterungsflügel an der Sandrartstraße bezeichnet „1897/98“ | D-5-64-000-9 Wikidata    | weitere Bilder |
| Adam-Kraft-Straße 2 (Standort)                                | Einfriedung                                                 | Sandsteinpfeiler und Eisengitterzaun, letztes Viertel 19. Jahrhundert | D-5-64-000-9 Wikidata    | weitere Bilder |
| Adam-Kraft-Straße 3 (Standort)                                | Mietshaus                                                   | Viergeschossiger traufständiger Bau mit Werksteingliederung und zwei Erkern, in Spätjugendstilformen, 1907 | D-5-64-000-10 Wikidata   | weitere Bilder |
| Adam-Kraft-Straße 3 (Standort)                                | Rückgebäude 1                                               | Dreigeschossiger Walmdachbau in Sichtziegelbauweise, von Hans Weigel, um 1910 | D-5-64-000-10 Wikidata   | BW             |
| Adam-Kraft-Straße 3 (Standort)                                | Rückgebäude 2                                               | Dreigeschossiger Walmdachbau in Sichtziegelbauweise, von Hans Weigel, um 1910 | D-5-64-000-10 Wikidata   | BW             |
| Adam-Kraft-Straße 3 (Standort)                                | Garage                                                      | Von Adolf Weiß, 1929 | D-5-64-000-10 Wikidata   | BW             |
| Adam-Kraft-Straße 3 (Standort)                                | Hoftor                                                      | Um 1907 | D-5-64-000-10 Wikidata   | weitere Bilder |
| Adam-Kraft-Straße 8 a (Standort)                              | Ehemalige Kinderschule, jetzt Kindergarten                  | Zweigeschossiger Neubarockbau mit Mansarddach und Zwerchhaus, eingefasst von eingeschossigen Seitenflügeln, von Leonhard Bürger, 1902, westlicher Flügel neu errichtet von Wünsch, 1954 | D-5-64-000-4439 Wikidata | weitere Bilder |
| Adam-Kraft-Straße 33, Palmplatz 11 (Standort)                 | Evangelisch-lutherische Friedenskirche                      | Pfarrkirche, Sichtziegelbau mit Satteldach, dreischiffige Halle und polygonaler gewölbter Chor, mächtiger Ostturm mit Helmdach und Kuppelbekrönung, 1925–28 nach Plänen von German Bestelmeyer, 1950–52 nach Kriegsschäden wiederhergestellt; mit Ausstattung | D-5-64-000-1480 Wikidata | weitere Bilder |
| Nähe Palmplatz (Standort)                                     | Brunnen                                                     | Polygonales Steinbecken mit Kupferskulptur einer Friedenstaube, wohl um 1928 | D-5-64-000-1480 Wikidata | weitere Bilder |
| Am Johannisfriedhof 32 (Standort)                             | Evangelisch-lutherisches Pfarrhaus St. Johannis             | Zweigeschossiger Sandsteinquaderbau mit Satteldach und Giebelzwerchhäusern, mit neugotischem Dekor, 1856, bezeichnet „1864“ | D-5-64-000-84 Wikidata   | weitere Bilder |
| Arndtstraße 4, 6 (Standort)                                   | Mietshausgruppe                                             | Dreigeschossige Mansarddachbauten mit Zwerchgiebel und hölzernen Giebelgauben, Nr. 4 mit Eckpavillon, Sichtziegel- und Sandsteinquadermauerwerksbauten, Neubarock, um 1890 | D-5-64-000-115 Wikidata  | weitere Bilder |
| Arndtstraße 9, 11 (Standort)                                  | Mietshausgruppe                                             | Dreigeschossige Mansarddachbauten mit Giebelgauben, Ziegelbauten mit symmetrischer Sandsteinstraßenfassade, Neubarock, bezeichnet „1890“ und „1891“ | D-5-64-000-116 Wikidata  | weitere Bilder |
| Arndtstraße 15, 17 (Standort)                                 | Mietshausgruppe                                             | Dreigeschossige Mansarddachbauten mit Giebelgauben, Erdgeschoss Sandsteinquadermauerwerk, Obergeschosse Sichtziegel mit Werksteingliederung, Nr. 15 mit Eckpavillon und Erker, Neubarock, um 1890 | D-5-64-000-117 Wikidata  | weitere Bilder |
| Arndtstraße 17 (Standort)                                     | Rückgebäude                                                 | Werkstatt und Wohnhaus, erdgeschossiger Mansarddachbau aus Sichtziegelmauerwerk, gleichzeitig | D-5-64-000-117 Wikidata  | BW             |
| Arndtstraße 16 (Standort)                                     | Mietshaus                                                   | Dreigeschossiger Mansardwalmdachbau mit hölzernen Giebelgauben, Sandsteinquaderbau mit gotisierendem Dekor, um 1890 | D-5-64-000-118 Wikidata  | weitere Bilder |
| Arndtstraße 21 (Standort)                                     | Mietshaus                                                   | Dreigeschossiger Mansardwalmdachbau mit hölzernen Giebelgauben, Ziegelbau mit Sandsteinerdgeschoss und -straßenfassade, in Formen der Neurenaissance, bezeichnet „1890“ | D-5-64-000-119 Wikidata  | weitere Bilder |
| Bielingstraße 13 (Standort)                                   | Mietshaus                                                   | Viergeschossiger Sandsteinquaderbau mit Mansardhalbwalmdach und Giebelgauben, gotisierende Formensprache, 1898/99 nach Planung von Architekt H. Walz | D-5-64-000-2287 Wikidata | weitere Bilder |
| Bielingstraße 13 (Standort)                                   | Toreinfahrt                                                 | Sandsteinpfeiler und Eisengittertor, um 1900 | D-5-64-000-2287          | weitere Bilder |
| Bielingstraße 15 (Standort)                                   | Mietshaus                                                   | Viergeschossiger Sandsteinquader- und Ziegelmauerwerksbau mit Mansardhalbwalmdach, Giebelgauben und Eckdacherker mit Spitzhelm, reich im Neu-Nürnberger-Stil, bezeichnet „1899“ | D-5-64-000-214 Wikidata  | weitere Bilder |
| Bielingstraße 15 (Standort)                                   | Toreinfahrt                                                 | Sandsteinpfeiler und Eisengittertor, um 1900 | D-5-64-000-214 Wikidata  | weitere Bilder |
| Brückenstraße; Reutersbrunnenstraße 24; Willstraße (Standort) | Johannisbrücke                                              | Dreibogige Straßenbrücke aus Sandsteinquadermauerwerk über die Pegnitz, bezeichnet „1896“ | D-5-64-000-251 Wikidata  | weitere Bilder |
| Bucher Straße 7 (Standort)                                    | Wohnhaus                                                    | Viergeschossiger Satteldachbau, einseitig abgewalmt, mit Sandsteinfassade, Zwerchgiebeln und Erker, in Formen der Neurenaissance, bezeichnet „1892“ | D-5-64-000-2520 Wikidata | weitere Bilder |
| Bucher Straße 5a (Standort)                                   | Nebengebäude                                                | Dreigeschossiger Backsteinbau mit Pultdach und Werksteingliederung, 1892 | D-5-64-000-2520 Wikidata | weitere Bilder |
| Bucher Straße 9 (Standort)                                    | Einfriedung                                                 | Sandsteinpfeiler und Eisengitterzaun, um 1892 | D-5-64-000-2520 Wikidata | weitere Bilder |
| Bucher Straße 17 (Standort)                                   | Mietshaus                                                   | Fünfgeschossiges zweiflügeliges Eckhaus mit Satteldach, stattlicher Sandsteinquaderbau mit Sandsteinerkern, Ecktürmchen mit Haubendach, Voluten-Zwerchgiebeln und Giebelgauben, im Neu-Nürnberger Stil, um 1900 | D-5-64-000-277 Wikidata  | weitere Bilder |
| Bucher Straße 19 (Standort)                                   | Mietshaus                                                   | Viergeschossiger breit gelagerter Traufseitbau mit Satteldach, Mittelrisalit mit Volutenzwerchgiebel und hölzernen Schleppgauben, Sandsteinquaderbau mit Erker und Neurenaissance-Dekor, um 1900 | D-5-64-000-279 Wikidata  | weitere Bilder |
| Bucher Straße 21 (Standort)                                   | Mietshaus                                                   | Fünfgeschossiges zweiflügeliges Eckhaus mit Sattel- und Mansarddach mit Schopfwalm, Volutenzwerchgiebeln und Schleppgauben, stattlicher Massivbau mit Neurenaissance-Dekor, Straßenfassade Sandsteinquadermauerwerk, im Übrigen verputzt, Sandsteinerker mit Balkonbrüstung, um 1900 | D-5-64-000-280 Wikidata  | weitere Bilder |
| Bucher Straße 37 a, 37 b, 37 c (Standort)                     | Palaisartige Mietshausgruppe                                | Drei dreigeschossige Satteldachbauten mit Ecklisenen, Haubenaufsätzen mit Giebeldacherkern und höherem attikabekröntem Mittelrisalit mit Eisenbalkon, Sichtziegelbauten mit Werksteingliederung, Neurenaissancedekor, 1884–87 von Maurermeister Lorenz Friedrich Zitzmann errichtet, Haus Nummer 37c durch Wiederaufbau und Verputzung stark reduziert, in Bucher Straße 37a Apotheke mit Einrichtung von 1906 | D-5-64-000-2291 Wikidata | weitere Bilder |
| Bucher Straße 45 (Standort)                                   | Mietshaus                                                   | Viergeschossiger Traufseitbau mit Satteldach und Schleppgauben, Massivbau mit Werksteingliederung, Eisenbalkon und neubarockem Dekor, um 1905, moderner Ladeneinbau und Fassadenänderung | D-5-64-000-285 Wikidata  | weitere Bilder |
| Bucher Straße 47 (Standort)                                   | Mietshaus                                                   | Viergeschossiger Traufseitbau mit Satteldach, Massivbau mit überfasster Werksteingliederung, zwei Eisenbalkonen und neubarockem Dekor, um 1905 | D-5-64-000-287 Wikidata  | weitere Bilder |
| Nähe Burgschmietstraße (Standort)                             | Brunnen zum Gedächtnis für Jakob Daniel Burgschmiet         | Sandsteinbecken mit Bronzestatuette des Erzgießers auf Postament, „1897“ (bezeichnet) von Fritz Zadow | D-5-64-000-329 Wikidata  | weitere Bilder |
| Burgschmietstraße 6 (Standort)                                | Mietshaus                                                   | Viergeschossiger Massivbau mit Satteldach und Zwerchgiebel, Sandsteinstraßenfassade mit Mittelerker und Eckerker, Neu-Nürnberger-Stil, gegen 1900 | D-5-64-000-323 Wikidata  | weitere Bilder |
| Burgschmietstraße 10 (Standort)                               | Villa                                                       | Stattlicher zweigeschossiger Mansardwalmdachbau, verputzter Massivbau mit Eckturm und Risalit, Balkon- und Wintergartenvorbau, klassizisierender Jugendstil, 1908/09 von Emanuel von Seidl | D-5-64-000-324 Wikidata  | weitere Bilder |
| Burgschmietstraße 12 (Standort)                               | Mietshaus                                                   | Stattliches viergeschossiges Eckhaus mit Satteldach und Gauben, Spätjugendstilbau mit Erkern und Balkonen, Erdgeschoss Sandsteinquadermauerwerk, Obergeschosse massiv verputzt, bezeichnet „1913“, nach Plan von Hans Ebert | D-5-64-000-325 Wikidata  | weitere Bilder |
| Burgschmietstraße 14 (Standort)                               | Ehemalige Gießhütte des Erzgießers Jakob Daniel Burgschmiet | Eingeschossiger Sandsteinquaderbau mit Satteldach, erste Hälfte 19. Jahrhundert | D-5-64-000-326 Wikidata  | weitere Bilder |
| Burgschmietstraße 14 (Standort)                               | Einfriedung                                                 | Sandsteinpfeiler und -mauer, erste Hälfte 19. Jahrhundert | D-5-64-000-326 Wikidata  | weitere Bilder |
| Burgschmietstraße 18 (Standort)                               | Mietshaus                                                   | Viergeschossiger Mansarddachbau mit Zwerchgiebel und Giebelgauben, verputzter Massivbau mit Werksteingliederung und Sandsteinerker mit Balkon, strenger Spätjugendstilbau, um 1910 | D-5-64-000-327 Wikidata  | weitere Bilder |
| Campestraße 10 (Standort)                                     | Ehemalige Bankiersvilla, heute Haus der Gesellschaft Museum | Zweigeschossiges zweiflügeliges Eckhaus mit Mansardwalmdach und Giebelgauben, verputzter Massivbau mit Werksteingliederung, Neurokokobau mit turmartigem Mittelteil aus Sandsteinmauerwerk und Eingangsloggia mit Balkon, 1898/99 von Emil Hecht | D-5-64-000-338 Wikidata  | weitere Bilder |
| Campestraße 10, Frommannstraße 20 (Standort)                  | Einfriedung                                                 | Sandsteinpfeiler und Eisengitterzaun sowie Sandsteinummauerung, um 1899 | D-5-64-000-338 Wikidata  | weitere Bilder |
| Campestraße 17 (Standort)                                     | Villa                                                       | Stattlicher zweigeschossiger Walmdachbau mit Oberlichtkuppel und Schleppgauben, verputzter Massivbau mit Werksteingliederung, Zwerchhaus und Bodenerkern, Spätjugendstilbau, um 1910 | D-5-64-000-339 Wikidata  | weitere Bilder |
| Frauenholzstraße 1; Johannisstraße 58 (Standort)              | Städtisches Brausebad                                       | Neubarocker Dreiflügelbau mit dreigeschossigem Mittelpavillon und zweigeschossigen Seitenflügeln, verputzter Mansardwalmdachbau mit Volutengiebeln und Werksteingliederung, bezeichnet 1914, errichtet vom städtischen Bauamt | D-5-64-000-491 Wikidata  | weitere Bilder |
| Frauenholzstraße 1; Johannisstraße 58 (Standort)              | Einfriedung                                                 | Sandsteinquadermauer und -torpfeiler, um 1914 | D-5-64-000-491 Wikidata  | weitere Bilder |
| Frommannstraße 1 (Standort)                                   | Mietshaus                                                   | Viergeschossiger sechsgiebelig gestaffelter Baukörper über Ladengeschoss gegen Neutorgraben und fünfgeschossiger Hauptbau gegen Frommannstraße, Erschließungsflure und Treppenhäuser mit künstlerisch gestalteten Ziegelwänden, 1957/58 (bezeichnet „1958“) von Fritz und Walter Mayer | D-5-64-000-2304 Wikidata | weitere Bilder |
| Frommannstraße 3 (Standort)                                   | Mietshaus                                                   | Viergeschossiger Satteldachbau mit Zwerchgiebel und rückseitigem Zwerchhaus, Massivbau mit Sandsteinstraßenfassade mit Erker, gotisierender Jugendstilbau, bezeichnet „1904/05“ | D-5-64-000-522 Wikidata  | weitere Bilder |
| Frommannstraße 3 (Standort)                                   | Einfriedung                                                 | Sandsteinpfeiler und Eisengitterzaun, um 1905 | D-5-64-000-522 Wikidata  | weitere Bilder |
| Frommannstraße 5 (Standort)                                   | Wohnhaus                                                    | Villenartiger zweigeschossiger Mansarddachbau mit Zwerchgiebel und Schleppgaube, verputzter Massivbau mit Sandsteinerkern, Balkonen und polygonalem Eckerker, Spätjugendstilbau, um 1901 | D-5-64-000-523 Wikidata  | weitere Bilder |
| Frommannstraße 5 (Standort)                                   | Einfriedung                                                 | Massivpfeiler und Eisengitterzaun, um 1901 | D-5-64-000-523 Wikidata  | weitere Bilder |
| Frommannstraße 8 (Standort)                                   | Mietshaus                                                   | Viergeschossiger zweiflügeliger Mansardwalmdachbau mit Ziergiebel und Schleppgauben, Massivbau, Straßenfassade Sandsteinquadermauerwerk mit Erker und reichem Neubarockdekor, bezeichnet „1900“ | D-5-64-000-524 Wikidata  | weitere Bilder |
| Frommannstraße 8 (Standort)                                   | Einfriedung                                                 | Sandsteinpfeiler und Eisengitterzaun, nach 1900 | D-5-64-000-524 Wikidata  | weitere Bilder |
| Frommannstraße 17 (Standort)                                  | Mietshaus                                                   | Viergeschossiges Eckhaus mit Satteldach und Giebel- bzw. Helmdachgauben, Sandsteinquaderbau mit Mittelrisalit mit Volutenzwerchgiebel und turmartigem Eckerker mit Haubendach, Neu-Nürnberger-Stil, bezeichnet „1898“ | D-5-64-000-525 Wikidata  | weitere Bilder |
| Frommannstraße 17 (Standort)                                  | Einfriedung                                                 | Sandsteinpfeiler und Eisengitterzaun, nach 1898 | D-5-64-000-525 Wikidata  | weitere Bilder |
| Frommannstraße 19 (Standort)                                  | Mietshaus                                                   | Viergeschossiger Mansardwalmdachbau mit Zwerchgiebel und Giebel- bzw. Helmdachgauben, Massivbau mit Sandsteinstraßenfassade und reichem Neurokokodekor, um 1900 | D-5-64-000-526 Wikidata  | weitere Bilder |
| Frommannstraße 19 (Standort)                                  | Einfriedung                                                 | Sandsteinpfeiler und Eisengitterzaun, um 1900 | D-5-64-000-526 Wikidata  | weitere Bilder |
| Frommannstraße 23 (Standort)                                  | Mietshaus                                                   | Viergeschossiges Eckhaus mit Mansardhalbwalmdach, Zwerchgiebeln und Giebelgauben, verputzter Massivbau mit Erkern und Werksteingliederung in reichem Neurokokodekor, um 1900 | D-5-64-000-527           | weitere Bilder |
| Großweidenmühlstraße 1 (Standort)                             | Mietshaus                                                   | Dreigeschossiges Eckhaus mit Walmdach, Sandsteinzwerchgiebeln und Giebelgauben, Sandsteinquaderbau mit Erkern, flussseitig Sichtziegelmauerwerk und Eisenbalkone, in üppigen Neurenaissance- und Neubarockformen, 1892 | D-5-64-000-675 Wikidata  | weitere Bilder |
| Großweidenmühlstraße 9, 11 (Standort)                         | Ehemalige Fehnsche Mühle                                    | Zwei versetzt aneinandergebaute zweigeschossige Satteldachbauten mit Sandsteinstraßenfassaden, Nr. 9 mit Giebelgauben und rückseitiger Fachwerkfassade, Nr. 11 mit Zwerchhäusern und rückseitigen Holzlauben, Mitte 19. Jahrhundert, wohl älterer Kern | D-5-64-000-676 Wikidata  | weitere Bilder |
| Großweidenmühlstraße 10 (Standort)                            | Ehemalige Scheune                                           | Erdgeschossiger, verputzter Satteldachbau, im Kern 16./17. Jahrhundert, stark erneuert | D-5-64-000-677 Wikidata  | weitere Bilder |
| Großweidenmühlstraße 33 (Standort)                            | Ehemaliges Sebastian-Spital, jetzt städtisches Fürsorgeheim | Vierseitige Hofanlage, zwei zweigeschossige Halbwalmdachbauten mit Verbindungsflügeln sowie ein eingeschossiger Satteldachbau, Erdgeschosse Sandsteinquadermauerwerk, Obergeschosse zum Teil freiliegendes, zum Teil verputztes Fachwerk, hofseitig Balustergalerien, erbaut um 1560 anstelle eines Vorgängerbaus von 1498–1528, Erweiterungen des 17. und 19. Jahrhunderts | D-5-64-000-678 Wikidata  | weitere Bilder |
| Hallerstraße 26 (Standort)                                    | Villa                                                       | Zweigeschossiger Walmdachbau mit Ziergiebel und Schleppgauben, runder Treppenturm mit Zeltdach und Balkonvorbau, verputzter Massivbau mit Sandsteinlisenen, klassizisierender Heimatstil, bezeichnet „1924“ | D-5-64-000-703 Wikidata  | weitere Bilder |
| Hallerwiese (Standort)                                        | Denkmal                                                     | Ehrenmonument für Ludwig van Beethoven, Marmorskulptur des sitzenden Komponisten auf hohem Natursteinsockel, Konrad Roth, 1923; ehem. vor dem Opernhaus, mehrfach, zuletzt 2020 versetzt | D-5-64-000-1396 Wikidata | weitere Bilder |
| Hallerwiese (Standort)                                        | Brunnen (sogenannter Armbrustschützenbrunnen)               | Sandsteinbecken mit Bronzefigur auf Postament, modelliert von Leonhard Herzog, 1904 | D-5-64-000-709 Wikidata  | weitere Bilder |
| Hallerwiese 6 (Standort)                                      | Ehemaliger Hesperidengarten: vier Steinfiguren              | Personifikationen der vier Jahreszeiten, barock, 18. Jh. | D-5-64-000-706 Wikidata  | BW             |
| Hallerwiese 6 (Standort)                                      | Einfriedung                                                 | Gartenmauer mit Pfeilergitterzaun, dazu Brunnennische mit Figur, bez. 1911 | D-5-64-000-706 Wikidata  | weitere Bilder |
| Hallerwiese 8 (Standort)                                      | Wohnhaus                                                    | Dreigeschossiger schlossartiger Sandsteinquaderbau mit Halbwalmdach, Volutenzwerchgiebeln und hölzernem Helmdacherker, mit Bodenerkern und reichem skulpturalem Dekor in Formen der Frührenaissance, bezeichnet 1903, von Hans Pylipp | D-5-64-000-707 Wikidata  | weitere Bilder |
| Hallerwiese 8 (Standort)                                      | Steintisch                                                  | Im Garten, 17./18. Jahrhundert | D-5-64-000-707           | BW             |
| Hallerwiese 8 (Standort)                                      | Einfriedung                                                 | Sandsteinpfeiler und Eisengitterzaun, um 1903 | D-5-64-000-707 Wikidata  | weitere Bilder |
| Hallerwiese 10 (Standort)                                     | Wohnhaus                                                    | Stattlicher Mansardwalmdachbau mit Giebelgauben, Erdgeschoss und Eckerkerturm aus Sandsteinquadermauerwerk, Obergeschosse Sichtziegel mit Werksteingliederung, Neurenaissance, bezeichnet „1886“ | D-5-64-000-708 Wikidata  | weitere Bilder |
| Hallerwiese 10 (Standort)                                     | Einfriedung                                                 | Sandsteinquadermauer und Eisengitterzaun, um 1886 | D-5-64-000-708 Wikidata  | weitere Bilder |
| Jagdstraße 6 (Standort)                                       | Wohnhaus                                                    | Zweigeschossiger Massivbau mit Satteldach, Bodenerker und kräftigen Seitenrisalit mit Dreiecksgiebel, Fassadengliederung in den Formen der Neurenaissance, von Georg Philipp Höfler, 1894 | D-5-64-000-3635 Wikidata | weitere Bilder |
| Jagdstraße 6 (Standort)                                       | Einfriedung                                                 | Sandsteinpfeiler mit Ornament-Eisengitterzaun, gleichzeitig | D-5-64-000-3635 Wikidata | weitere Bilder |
| Jagdstraße 8 (Standort)                                       | Mietshaus                                                   | Dreigeschossiger Mansarddachbau mit Helmdachgauben und Ziergiebelgaube, Straßenfassade Sandsteinquadermauerwerk, im Übrigen massiv verputzt, in Formen der Neurenaissance und des Neubarock, Ende 19. Jahrhundert; | D-5-64-000-889 Wikidata  | weitere Bilder |
| Jagdstraße 8 (Standort)                                       | Einfriedung                                                 | Sandsteinpfeiler und Eisengitterzaun, Ende 19. Jahrhundert | D-5-64-000-889 Wikidata  | weitere Bilder |
| Jagdstraße 9, 11, 13 (Standort)                               | Mietshausgruppe                                             | Viergeschossige Walmdachbauten, Sandsteinstraßenfassade, im Übrigen Ziegelbau, zum Teil verputzt, in Formen der Neurenaissance, um 1890, moderner Dachausbau | D-5-64-000-890 Wikidata  | weitere Bilder |
| Nähe Jagdstraße (Standort)                                    | Einfriedung                                                 | Sandsteinpfeiler und Eisengitterzaun, um 1890 | D-5-64-000-890 Wikidata  | weitere Bilder |
| Jagdstraße 12 (Standort)                                      | Mietshaus                                                   | Viergeschossiger Walmdachbau mit Zwerchgiebel und Giebelgauben, polygonaler Eckerker mit Haubendach, mit Chörlein, Straßenfassade Sandsteinquadermauerwerk, seitlich verputzt, in Jugendstil abgewandelte Neurenaissance, „1902 von Ludwig Popp und Weisheit“ (bezeichnet) | D-5-64-000-891 Wikidata  | weitere Bilder |
| Jagdstraße 12 (Standort)                                      | Einfriedung                                                 | Sandsteinpfeiler und Eisengitterzaun, Jugendstil, um 1902 | D-5-64-000-891 Wikidata  | weitere Bilder |
| Johannisstraße 1, 3 (Standort)                                | Doppelhausanlage                                            | Palaisartiger viergeschossiger Sandsteinquaderbau mit Walmdach und Erkern: Nr. 1 mit reichem klassizisierenden Dekor, bezeichnet „1879“, Nr. 3 in den Fassadendetails reduziert, bezeichnet „1880“, mit angebautem Wintergarten, 1907 von Paul Bittorf, in Garten von Nr. 3 Sandsteinfigur einer Allegorie der Tugend, erste Hälfte 18. Jahrhundert | D-5-64-000-907 Wikidata  | weitere Bilder |
| Johannisstraße 13 (Standort)                                  | Wohnhaus                                                    | Dreigeschossiger, traufseitiger Sandsteinquaderbau mit Mansarddach, Zwerchhaus mit Schweifgiebel und Giebelgauben sowie Lisenen- und Gesimsgliederung, rückseitig zweigeschossige Holzgalerie mit reichem Rocaillegitter und zwei- bis dreigeschossige, verputzte Seitenflügel mit Mansarddächern, barock, 1763 | D-5-64-000-909 Wikidata  | weitere Bilder |
| Johannisstraße 13 (Standort)                                  | Gartenausstattung                                           | barocke Sandsteinpfeiler, Brunnen und Sandsteinskulpturen, um 1720/30 | D-5-64-000-909 Wikidata  | weitere Bilder |
| Johannisstraße 13 (Standort)                                  | Gartenhaus                                                  | eingeschossiger Sandsteinquaderbau mit Walmdach und Giebelgaube und Ecklisenen, um 1720/30 | D-5-64-000-909 Wikidata  | weitere Bilder |
| Johannisstraße 19 (Standort)                                  | Gartenanwesen: Wohnhaus                                     | Zweigeschossiger Putzbau mit Satteldach und Zwerchhaus mit Walmdach, Hofseite mit Holzgalerie und zweiläufiger Freitreppe, zwei zweigeschossige verputzte Flügelbauten mit Sattel- bzw. Pultdach, nach 1553 (dendrochronologisch datiert) und nach 1727 (dendrochronologisch datiert) | D-5-64-000-911 Wikidata  | weitere Bilder |
| Johannisstraße 19 (Standort)                                  | Gartenanwesen: Garten                                       | Eisengittertor mit Sandsteinpfeilern, Barockfiguren der vier Jahreszeiten und Brunnenbassin mit Muschelschale, Sandstein, erstes Viertel 18. Jahrhundert | D-5-64-000-911 Wikidata  | BW             |
| Johannisstraße 30, 32 (Standort)                              | Wohn- und Geschäftshausgruppe                               | Viergeschossiger Mansardwalmdachbau mit Schleppgauben, Straßenfassaden Sandsteinquadermauerwerk mit Erkern, rückseitig massiv verputzt, Nr. 32 mit schmiedeeisernem Doppelflügeltor zum Hofraum, Neu-Nürnberger-Stil, 1898/99 nach Plan von F. Schmidt, Erdgeschoss durch moderne Ladeneinbauten | D-5-64-000-2473 Wikidata | weitere Bilder |
| Burgschmietstraße 43 a (Standort)                             | Wohn- und Geschäftshausgruppe: Rückflügel                   | | D-5-64-000-2473          | weitere Bilder |
| Johannisstraße 34 (Standort)                                  | Mietshaus                                                   | Viergeschossiges Eckhaus mit Mansardwalmdach, abgewalmten Zwerchgiebeln und Dachgauben, Sandsteinquaderbau mit zwei Erkern, zum Teil verputzt, Jugendstildekor, um 1910 | D-5-64-000-913 Wikidata  | weitere Bilder |
| Johannisstraße 35, 37 (Standort)                              | Wohnhausgruppe                                              | Schmaler langgestreckter Satteldachbau mit Sandsteinerdgeschoss und freiliegendem Fachwerkobergeschoss, Nr. 35 mit hufeisenförmiger Hofbebauung und Freitreppe, Nr. 37 mit rückseitigem Aufzugserker, 17./18. Jahrhundert | D-5-64-000-914 Wikidata  | weitere Bilder |
| Johannisstraße 38 (Standort)                                  | Mietshaus                                                   | Viergeschossiger Mansardwalmdachbau mit breiter Dachgaube mit Ziergiebel, zum Teil verputzter Ziegelbau mit zwei Sandstein-Flacherkern und Jugendstildekor, um 1910 | D-5-64-000-915 Wikidata  | weitere Bilder |
| Johannisstraße 39 (Standort)                                  | Wohnhaus                                                    | Schmaler langgestreckter Satteldachbau mit hölzernen Giebelgauben, mit Sandsteinerdgeschoss und verputztem Fachwerkobergeschoss, 1738/39, rückseitig mit neugotischem Balkon von um 1830 | D-5-64-000-916 Wikidata  | weitere Bilder |
| Johannisstraße 41 (Standort)                                  | Wohnhaus                                                    | Zweigeschossiger langgestreckter Putzbau mit Satteldach und Stichbogenportal, 16./17. Jahrhundert, Erdgeschoss durch Ladeneinbau verändert | D-5-64-000-917 Wikidata  | weitere Bilder |
| Johannisstraße 43 (Standort)                                  | Wohnhaus                                                    | Zweigeschossiger langgestreckter Putzbau mit Satteldach, hofseitig ehem. Treppenturm und Holzgalerie, 16./17. Jahrhundert, Erdgeschoss verändert | D-5-64-000-918 Wikidata  | weitere Bilder |
| Johannisstraße 45 (Standort)                                  | Wohnhaus                                                    | Dreigeschossiger Putzbau mit Satteldach, mit zwei hofseitigen dreigeschossigen Flügelbauten mit Pultdächern, wohl 17. Jahrhundert; mit Photoatelier, Tragkonstruktion aus Eisenbahnschienen, wohl drittes Viertel 19. Jahrhundert | D-5-64-000-919 Wikidata  | weitere Bilder |
| Johannisstraße 45 (Standort)                                  | Photoatelier                                                | Eingeschossiger Pultdachbau, Tragkonstruktion aus Eisenbahnschienen, wohl 3. Viertel 19. Jh. | D-5-64-000-919           | BW             |
| Johannisstraße 45 (Standort)                                  | Einfriedung                                                 | Sandsteinquadermauerwerk, 18./19. Jh. | D-5-64-000-919 Wikidata  | weitere Bilder |
| Johannisstraße 47 (Standort)                                  | Ehemaliges Wohnhaus, jetzt Gasthaus                         | Zweigeschossiger Traufseitbau mit Satteldach, Erdgeschoss massiv verputzt, mit straßenseitig verputztem Fachwerkobergeschoss, mit zwei hofseitigen zweigeschossigen Seitenflügeln mit Pultdächern, im Kern wohl zweite Hälfte 16. Jahrhundert, Veränderungen 18. Jahrhundert | D-5-64-000-920 Wikidata  | weitere Bilder |
| Riesenschritt 26 (Standort)                                   | Gartenpavillon                                              | Zweigeschossiger Walmdachbau, Erdgeschoss Sandsteinquadermauerwerk, Obergeschoss Fachwerk, 17./18. Jahrhundert | D-5-64-000-920 Wikidata  | weitere Bilder |
| Riesenschritt 26 (Standort)                                   | Einfriedung                                                 | Sandsteinquadermauer, 18./19. Jh. | D-5-64-000-920 Wikidata  | weitere Bilder |
| Johannisstraße 50 (Standort)                                  | Mietshaus                                                   | Viergeschossiger Sandsteinquaderbau mit Satteldach und Giebelgauben, reicher Neubarockdekor, um 1890/95 | D-5-64-000-921 Wikidata  | weitere Bilder |
| Johannisstraße 52 (Standort)                                  | Mietshaus                                                   | Viergeschossiger Sandsteinquaderbau mit Mansardwalmdach und Giebelgauben, reicher Neubarockdekor, um 1890/95 | D-5-64-000-2754 Wikidata | weitere Bilder |
| Johannisstraße 68 (Standort)                                  | Mietshaus                                                   | Viergeschossiges Eckhaus mit Mansarddach, Volutenzwerchgiebeln und Dachgauben mit Spitzhelm, Sandsteinquaderbau im Neu-Nürnberger-Stil, um 1900 | D-5-64-000-923 Wikidata  | weitere Bilder |
| Kirchenweg 2; Rückertstraße 1 (Standort)                      | Wohn- und Geschäftshaus                                     | Dreigeschossiges Eckhaus mit Mansardwalmdach und zweigeschossigen Zwerchgiebeln, Erdgeschoss Sandsteinquadermauerwerk, Obergeschosse massiv verputzt, in neubarocken Formen, bezeichnet „1915“ | D-5-64-000-1711 Wikidata | weitere Bilder |
| Kirchenweg 6 (Standort)                                       | Mietshaus                                                   | Viergeschossiger Satteldachbau, Sandsteinquaderbau mit Erker, Ziergiebel und Jugendstildekor, um 1906, Dachgauben modern | D-5-64-000-1004 Wikidata | weitere Bilder |
| Kirchenweg 6 a (Standort)                                     | Mietshaus                                                   | Viergeschossiger Satteldachbau mit Giebelgauben und Sandsteindacherker, Sandsteinquaderbau mit Erker und Jugendstildekor, um 1906, Erdgeschoss durch modernen Ladeneinbau verändert | D-5-64-000-1005 Wikidata | weitere Bilder |
| Kirchenweg 8 (Standort)                                       | Mietshaus                                                   | Viergeschossiger Mansarddachbau mit Zwerchgiebel und Schleppgauben, Sandsteinquaderbau mit Erker und Jugendstildekor, um 1906, Erdgeschoss durch modernen Ladeneinbau verändert | D-5-64-000-1006 Wikidata | weitere Bilder |
| Kirchenweg 8 a (Standort)                                     | Mietshaus                                                   | Viergeschossiges Eckhaus mit Mansarddach, Zwerchgiebel, hölzernen Schleppgauben und Dacherker mit Spitzhelm, Sandsteinquaderbau mit zwei Erkern und Jugendstildekor, um 1906, Erdgeschoss durch modernen Ladeneinbau verändert | D-5-64-000-1007 Wikidata | weitere Bilder |
| Kirchenweg 45 (Standort)                                      | Mietshaus                                                   | Dreigeschossiger Mansardwalmdachbau mit Giebelgauben, Sichtziegelbau mit Werksteingliederung und Neurenaissancedekor, um 1895 | D-5-64-000-1009 Wikidata | weitere Bilder |
| Kirchenweg 61 (Standort)                                      | Mietshaus                                                   | Viergeschossiger Mansarddachbau mit Zwerchgiebel und Giebelgauben, verputzter Massivbau mit reichem Jugendstildekor, um 1908 | D-5-64-000-1012 Wikidata | weitere Bilder |
| Kirchenweg 63 (Standort)                                      | Mietshaus                                                   | Viergeschossiger Mansarddachbau mit Zwerchgiebel und Schleppgauben, verputzter Massivbau mit reichem Jugendstildekor, bezeichnet „1908“ | D-5-64-000-1013 Wikidata | weitere Bilder |
| Kirchenweg 72 (Standort)                                      | Mietshaus                                                   | Viergeschossiger Mansarddachbau mit Dachgauben mit Zeltdächern, Sandsteinquaderfassade mit neugotischem Dekor, um 1900, Erdgeschoss durch Ladeneinbau verändert | D-5-64-000-1014 Wikidata | weitere Bilder |
| Kirchenweg 75 (Standort)                                      | Mietshaus                                                   | Viergeschossiges Eckhaus mit Satteldach und Giebelgauben, Sandsteinquaderbau mit Eckerker, im Stil der Neurenaissance, bezeichnet „1894“ | D-5-64-000-1015 Wikidata | weitere Bilder |
| Kressenstraße 33 (Standort)                                   | Mietswohnhaus mit Laden                                     | fünfgeschossiger, traufseitiger Massivbau mit Satteldach, viergeschossigem Fassadenerker mit Mansardwalmdach und Rückflügel, historistisch, von Ochsenmayer & Wißmüller, 1910. | D-5-64-000-4816 Wikidata | weitere Bilder |
| Lange Zeile 16 (Standort)                                     | Mietshaus                                                   | Dreigeschossiger Mansarddachbau mit Zwerchgaube, Giebelgauben und Chörlein, Erdgeschoss Sandsteinquadermauerwerk, Obergeschosse massiv verputzt, Barock- und Jugendstilformen, bezeichnet „1900“ | D-5-64-000-1169 Wikidata | weitere Bilder |
| Lange Zeile 31 (Standort)                                     | Schulhausgebäude                                            | Kubischer Flachdachbau im internationalen Stil, zweiflügeliger zweigeschossiger Putzbau mit Fensterbändern und Ziegelsteingliederung, 1926 von Georg Kuch | D-5-64-000-1170 Wikidata | weitere Bilder |
| Lange Zeile 33 (Standort)                                     | Wohnhaus                                                    | Zweigeschossiger Mansardwalmdachbau mit Giebelgauben und Zwerchgiebel, Sichtziegelbau mit Werksteingliederung, in Formen der Neurenaissance, bezeichnet „1886“ | D-5-64-000-1171 Wikidata | weitere Bilder |
| Lindengasse 36; Lindengasse 38; Lindengasse 40 (Standort)     | Mietshausgruppe                                             | Dreigeschossige Mansarddach- bzw. Mansardhalbwalmdachbauten mit Zwerchgiebeln und hölzernen Giebel- und Helmdachgauben, Ziegelbauten mit Sandsteinstraßenfassade im Neu-Nürnberger Stil, gegen 1900 | D-5-64-000-2325 Wikidata | weitere Bilder |
| Nähe Johannisstraße (Standort)                                | Kirchenruine                                                | Reste der gotischen Spitalkirche Heilig Kreuz, Sandsteinquaderbau, ehemaliger Chor um 1402, ehemaliges Langhaus spätes 15. Jahrhundert, um 1945 kriegszerstört | D-5-64-000-912 Wikidata  | weitere Bilder |
| Neutorgraben 13 (Standort)                                    | Sandsteinfassade eines Jugendstilmietshauses                | Bezeichnet „1906“; modern ausgebaut | D-5-64-000-1397 Wikidata | weitere Bilder |
| Riesenschritt 2 (Standort)                                    | Ehemaliges Gartenhaus                                       | Schmaler eingeschossiger Satteldachbau mit Giebelgauben, Fachwerkbau über verputztem massivem Sockelgeschoss, 17. Jahrhundert | D-5-64-000-1652 Wikidata | weitere Bilder |
| Riesenschritt 4 (Standort)                                    | Ehemaliges Gartenhaus                                       | Kleiner ein- bis zweigeschossiger Putzbau mit Satteldach, 17./18. Jahrhundert | D-5-64-000-1653 Wikidata | weitere Bilder |
| Riesenschritt 4 (Standort)                                    | Stützmauer                                                  | hohe, unverputzte Hangmauer aus Sandsteinquadern, 18./frühes 19. Jh.; am nach St. Johannis führenden Fußweg, unterhalb der Hesperidengärten. | D-5-64-000-4835 Wikidata | weitere Bilder |
| Rohledererstraße 1 (Standort)                                 | Mietshaus                                                   | Viergeschossiges Eckhaus mit Mansardwalmdach und Dachgauben mit Spitzhelm, Sandsteinquaderbau mit reichem Neurenaissancedekor, um 1890, Erdgeschoss durch Ladeneinbau verändert | D-5-64-000-1672 Wikidata | weitere Bilder |
| Rohledererstraße 5 (Standort)                                 | Mietshaus                                                   | Dreigeschossiger Mansarddachbau mit Giebelgauben, reiche Neurenaissancefassade aus Sandsteinquadermauerwerk, 1888 vom bautechnischen Büro Ochsenmayer & Wißmüller, im Inneren vereinfacht | D-5-64-000-2386 Wikidata | weitere Bilder |
| Rohledererstraße 19 (Standort)                                | Mietshaus                                                   | Viergeschossiges Eckhaus mit Walmdach, Zwerchgiebeln und Schleppgauben, Erdgeschoss Sandsteinquadermauerwerk, Obergeschosse verputzt mit reichem Jugendstildekor, bezeichnet „1908“ | D-5-64-000-1674 Wikidata | weitere Bilder |
| Rohledererstraße 28, Sandrartstraße 42 (Standort)             | Mietshaus                                                   | Viergeschossiges Eckhaus mit Satteldach, Zwerchgiebeln, Dacherker mit Haubendach und Schleppgauben, Sandsteinquaderbau im historisierenden Jugendstil, bezeichnet „1904“ | D-5-64-000-1727 Wikidata | weitere Bilder |
| Roritzerstraße 12 (Standort)                                  | Mietshaus                                                   | Viergeschossiger Walmdachbau, Straßenfassade Sandsteinquadermauerwerk, seitlich Sichtziegelmauerwerk, reiche Neurenaissance, bezeichnet „1892“ | D-5-64-000-1686 Wikidata | weitere Bilder |
| Roritzerstraße 22 (Standort)                                  | Mietshaus                                                   | Viergeschossiger Walmdachbau, Straßenfassade Sandsteinquadermauerwerk mit reichem Mittelerker, seitlich Sichtziegelmauerwerk, Neu-Nürnberger-Stil, nach Plan von 1903 des Planfertigers und Bauherren Georg Tischbein | D-5-64-000-2474 Wikidata | weitere Bilder |
| Roritzerstraße 22 (Standort)                                  | Einfriedung                                                 | Massivpfeiler und Eisengitterzaun, um 1903 | D-5-64-000-2474 Wikidata | BW             |
| Roritzerstraße 24 (Standort)                                  | Mietshaus                                                   | Viergeschossiger Traufseitbau mit Satteldach, Straßenfassade Sandsteinquadermauerwerk mit reichem Mittelerker, Neu-Nürnberger-Stil, nach Plan von 1903 des Planfertigers und Bauherren Georg Tischbein | D-5-64-000-2475 Wikidata | weitere Bilder |
| Roritzerstraße 24 (Standort)                                  | Einfriedung                                                 | Eisengitterzaun, um 1903 | D-5-64-000-2475 Wikidata | BW             |
| Roritzerstraße 26 (Standort)                                  | Mietshaus                                                   | Viergeschossiger Traufseitbau mit Satteldach, Straßenfassade Sandsteinquader- und Sichtziegelmauerwerk, mit Polygonalerker und Ziergiebel, Neu-Nürnberger-Stil, 1904 nach Plan des Planfertigers und Bauherren Georg Tischbein | D-5-64-000-2476 Wikidata | weitere Bilder |
| Roritzerstraße 26 (Standort)                                  | Einfriedung                                                 | Eisengitterzaun, um 1904 | D-5-64-000-2476 Wikidata | BW             |
| Roritzerstraße 28 (Standort)                                  | Mietshaus                                                   | Viergeschossiger Traufseitbau mit Satteldach, Straßenfassade Sandsteinquadermauerwerk mit reichem Mittelerker, Neu-Nürnberger-Stil, nach Plan von 1903 des Planfertigers und Bauherren Georg Tischbein, Dachumbau 1927 | D-5-64-000-2477 Wikidata | weitere Bilder |
| Roritzerstraße 28 (Standort)                                  | Einfriedung                                                 | Eisengitterzaun, um 1903 | D-5-64-000-2477 Wikidata | BW             |
| Sandrartstraße 14 (Standort)                                  | Mietshaus                                                   | Viergeschossiges Eckhaus mit Mansardwalmdach und Giebelgauben, Sandsteinquaderbau im Neu-Nürnberger Stil, 1899/1900 nach Tektur von J. Winter | D-5-64-000-2343 Wikidata | weitere Bilder |
| Sandrartstraße 46 (Standort)                                  | Mietshaus                                                   | Viergeschossiger traufständiger Mansarddachbau mit Zwerchgiebel und Schleppgauben, Erdgeschoss Sandsteinquadermauerwerk, Obergeschosse verputzt, mit Jugendstilstuckdekor, bezeichnet 1908, vom bautechnischen Büro Joh. Rickmeyer | D-5-64-000-1728 Wikidata | weitere Bilder |
| Sandrartstraße 48 (Standort)                                  | Mietshaus                                                   | Viergeschossiger traufständiger Mansarddachbau mit Zwerchgiebel und Schleppgauben, Erdgeschoss Sandsteinquadermauerwerk, Obergeschosse verputzt, in Jugendstilformen, 1905, vom bautechnischen Büro Michael Renker | D-5-64-000-2445 Wikidata | weitere Bilder |
| Sandrartstraße 50 (Standort)                                  | Mietshaus                                                   | Viergeschossiger traufständiger Mansarddachbau mit Zwerchgiebel und Giebelgauben, Erdgeschoss Sandsteinquadermauerwerk, Obergeschosse verputzt mit Sandsteinerker, mit Jugendstildekor, um 1908 | D-5-64-000-1729 Wikidata | weitere Bilder |
| Sankt-Johannis-Mühlgasse 2 c (Standort)                       | Mietshaus                                                   | Viergeschossiges Eckhaus mit Mansardwalmdach, Ziergiebel und Giebelgauben, barockisierender Sandsteinquaderbau mit Balkonen, um 1900, Erdgeschoss durch moderne Ladeneinbauten weitgehend überformt | D-5-64-000-1734 Wikidata | weitere Bilder |
| Sankt-Johannis-Mühlgasse 10 (Standort)                        | Ehemaliges Gartenhaus                                       | Eingeschossiger langgestreckter Satteldachbau, verputzter Massivbau auf Stützmauer aus Sandsteinquadern, 17./18. Jahrhundert | D-5-64-000-1735 Wikidata | weitere Bilder |
| Sankt-Johannis-Mühlgasse 14 (Standort)                        | Gartenpavillon                                              | Eingeschossiger Mansardwalmdachbau, verputzter Fachwerkbau auf hoher Stützmauer aus Sandsteinquadern, 18. Jahrhundert | D-5-64-000-1736 Wikidata | weitere Bilder |
| Sankt-Johannis-Mühlgasse 16 (Standort)                        | Ehemaliges Gartenhaus                                       | Eingeschossiger Mansardwalmdachbau mit Zwerchhaus und Giebelgauben, Fachwerkbau auf hoher Stützmauer aus Sandsteinquadern, 18. Jahrhundert | D-5-64-000-1737 Wikidata | weitere Bilder |
| Weigelstraße 7 (Standort)                                     | Mietshaus                                                   | Viergeschossiger Satteldachbau mit Treppengiebeln und Giebelgauben, Sandsteinquaderbau mit Erker und Eckerker mit Haubendach, mit neugotischem Dekor, um 1895/1900 | D-5-64-000-2088 Wikidata | weitere Bilder |
| Weigelstraße 7 (Standort)                                     | Einfriedung                                                 | Sandsteinpfeiler und Eisengitterzaun sowie Sandsteinquadermauer, um 1895/1900 | D-5-64-000-2088 Wikidata | weitere Bilder |
| Wielandstraße 3 (Standort)                                    | Mietshaus                                                   | Dreigeschossiger Mansardhalbwalmdachbau mit Ziergiebelgaube und Helmdachgauben, Sichtziegelbau mit Werksteingliederung und reichem Neurenaissancedekor, um 1890 | D-5-64-000-2137          | weitere Bilder |
| Wielandstraße 4 (Standort)                                    | Mietshaus                                                   | Viergeschossiger zweiflügeliger Walmdachbau mit Zwerchgiebel und hölzernen Giebelgauben, Massivbau mit Sandsteinstraßenfassade mit Erker, in Formen der Neorenaissance, bezeichnet „1902“ | D-5-64-000-2138 Wikidata | weitere Bilder |
| Wielandstraße 4 (Standort)                                    | Einfriedung                                                 | Sandsteintorpfeiler, um 1902, Eisengitterzaun erneuert | D-5-64-000-2138 Wikidata | weitere Bilder |
| Wielandstraße 5 (Standort)                                    | Mietshaus                                                   | Viergeschossiger Walmdachbau, Sichtziegelbau mit Sandsteinerdgeschoss und -straßenfassade, mit polygonalem Eckerker und reichem Neubarockdekor, bezeichnet 1888, drittes Obergeschoss erneuert und verputzt | D-5-64-000-2139 Wikidata | weitere Bilder |
| Wielandstraße 7 (Standort)                                    | Mietshaus                                                   | Viergeschossiger Satteldachbau mit siebelgauben, Straßenfassade Sandsteinquadermauerwerk mit barockisierendem Dekor, um 1890 | D-5-64-000-2140 Wikidata | weitere Bilder |
| Wielandstraße 9 (Standort)                                    | Mietshaus                                                   | Viergeschossiger zweiflügeliger Mansardwalmdachbau mit Giebelgauben, Sichtziegelbau mit Sandsteinerdgeschoss und -straßenfassade, mit betonter Eckausbildung und Erker, Neubarock, um 1890 | D-5-64-000-2141 Wikidata | weitere Bilder |
| Wielandstraße 9 (Standort)                                    | Toreinfahrt                                                 | Dreiflügeliges Eisengittertor und -pforte, zusammen mit Nr. 11, um 1890 | D-5-64-000-2141 Wikidata | BW             |
| Wielandstraße 11 (Standort)                                   | Mietshaus                                                   | Viergeschossiger zweiflügeliger Walmdachbau mit Giebel- und Schleppgauben, Sichtziegelbau mit Sandsteinerdgeschoss und -straßenfassade, mit betonter Eckausbildung und Erker, Neubarock, um 1890 | D-5-64-000-2142 Wikidata | weitere Bilder |
| Wielandstraße 11 (Standort)                                   | Toreinfahrt                                                 | Dreiflügeliges Eisengittertor und -pforte, zusammen mit Nr. 9, um 1890 | D-5-64-000-2142 Wikidata | BW             |
| Wielandstraße 13 (Standort)                                   | Mietshaus                                                   | Viergeschossiger Satteldachbau mit Giebelgauben, Straßenfassade Sandsteinquadermauerwerk mit Neubarockdekor, um 1890 | D-5-64-000-2143 Wikidata | weitere Bilder |
| Wielandstraße 19 (Standort)                                   | Mietshaus                                                   | Dreigeschossiger Mansarddachbau mit Zwerchgiebel und Schleppgauben, Straßenfassade Sandsteinquadermauerwerk mit Neurenaissancedekor, um 1890 | D-5-64-000-2144 Wikidata | weitere Bilder |
| Wielandstraße 23 (Standort)                                   | Villenartiges Wohnhaus                                      | Zweigeschossiger asymmetrisch gruppierter Walmdachbau in Formen der Neuen Sachlichkeit, verputzter Massivbau mit Risalit und Turmanbau, 1923/24 nach Planung von Ludwig Ruff | D-5-64-000-2374 Wikidata | weitere Bilder |
| Wielandstraße 27 (Standort)                                   | Ehemalige Fabrikantenvilla                                  | Stattliche zweigeschossige Zweiflügelanlage mit Walmdach und Mansardhalbwalmdach, mit Turmaufsatz mit Haubendach und rückseiter Halbwalmdachgaube, verputzter Massivbau mit hohem Sandsteinsockel und Erkern, 1913/14 von Hans Pylipp Im Volksmund auch „BND-Villa“ genannt. Ursprünglich stand an der Stelle die Villa des Adressbuchverlegers Wilhelm Leuchs. 1912 erwarb Angelo Hirsch, der Sohn von Gerson Hirsch, einem Großunternehmer, der in der Poppenreuther Straße 45–47 leonische Waren herstellte, das Anwesen. Der Architekt Hans Pylipp entwarf eine moderne, üppige, leicht barockisierte Villa mit klaren, flächigen, hellen Putzgliederungen auf einem Sandsteinsockel. Die Firma verlegte 1919 ihren Sitz in die USA, vermutlich aus wirtschaftlichen Gründen. Die Villa wurde arisiert, NS-Größen logierten dort. Nach dem Zweiten Weltkrieg wurde das Gebäude vom US-Geheimdienst beschlagnahmt. Später übernahm der BND das Haus, seit einigen Jahren wird es von der Bundesanstalt für Immobilienaufgaben verwaltet. | D-5-64-000-2145 Wikidata | weitere Bilder |
| Wielandstraße 29 (Standort)                                   | Villa                                                       | Stattlicher zweigeschossiger Mansardwalmdachbau mit Giebelgauben, verputzter barockisierender Massivbau mit Erkern und Terrasse, 1912/13 von Georg Hoffmann | D-5-64-000-2146 Wikidata | weitere Bilder |
| Wielandstraße 29 (Standort)                                   | Einfriedung                                                 | Sandsteinpfeiler und Eisengitterzaun, um 1913 | D-5-64-000-2146 Wikidata | BW             |
| Wielandstraße 30 (Standort)                                   | Mietshaus                                                   | Viergeschossiger Satteldachbau, Sichtziegelbau mit Sandsteinerdgeschoss und Sandsteindekor in reichen neumanieristischen Formen, um 1890 | D-5-64-000-2147 Wikidata | weitere Bilder |
| Wielandstraße 30 (Standort)                                   | Einfriedung                                                 | Sandsteintorpfeiler und Eisengitterzaun, Ende 19. Jahrhundert | D-5-64-000-2147 Wikidata | weitere Bilder |
| Wielandstraße 31, 33 (Standort)                               | Mietshausgruppe                                             | Dreigeschossiger Mansardwalmdachbau mit Giebelgauben, Sichtziegelbau mit barockisierender Werksteingliederung, bezeichnet „1887/88“ | D-5-64-000-2148 Wikidata | weitere Bilder |
| Wielandstraße 34, 36 (Standort)                               | Mietshausgruppe                                             | Viergeschossiger Walmdachbau, Massivbau mit Sandsteinstraßenfassade und Erkern, seitlich verputzt, in Formen der Neurenaissance, bezeichnet „1888“ | D-5-64-000-2149 Wikidata | weitere Bilder |
| Wielandstraße 34, 36 (Standort)                               | Einfriedung                                                 | Sandsteintorpfeiler und Eisengitterzaun, wohl um 1888 | D-5-64-000-2149 Wikidata | weitere Bilder |
| Wielandstraße 35 (Standort)                                   | Mietshaus                                                   | Dreigeschossiger Bau mit Mansardhalbwalmdach, Zwerchgiebel und Giebelgauben, Ziegelbau mit Sandsteinerdgeschoss und -straßenfassade mit Erker, Neubarock/Neurokoko, bezeichnet „1900“ | D-5-64-000-2150 Wikidata | weitere Bilder |
| Wielandstraße 37 (Standort)                                   | Mietshaus                                                   | Viergeschossiges Eckhaus mit Mansardwalmdach, Giebelgauben und Dachaufbau aus Fachwerk, Sandsteinquaderbau mit polygonalem turmartigem Eckerker, Neu-Nürnberger-Stil, bezeichnet „1900“ | D-5-64-000-2152 Wikidata | weitere Bilder |
| Wielandstraße 38 (Standort)                                   | Mietshaus                                                   | Dreigeschossiger Walmdachbau mit Giebelgauben, Massivbau mit Sandsteinstraßenfassade mit Erker und Neubarockdekor, um 1900 | D-5-64-000-2153 Wikidata | weitere Bilder |
| Wielandstraße 40 (Standort)                                   | Mietshaus                                                   | Dreigeschossiges Eckhaus mit Mansardwalmdach, Helmdachgauben und Eckaufstockung, Erdgeschoss Sandsteinquadermauerwerk, Obergeschosse Sichtziegel mit Werksteingliederung und neugotischem Dekor, um 1895 | D-5-64-000-2154 Wikidata | weitere Bilder |

### Bielingplatz
| Lage                                                                  | Objekt                                                                                       | Beschreibung | Akten-Nr.                | Bild           |
| --------------------------------------------------------------------- | -------------------------------------------------------------------------------------------- | --- | ------------------------ | -------------- |
| Bielingplatz 2, Hufelandstraße 4 (Standort)                           | Schulhaus                                                                                    | Viergeschossiger Dreiflügelbau mit Walmdächern, Giebelgauben und kupfernen Laternen mit Haubendach, historisierender Putzbau mit rustiziertem Sockel, halbrunden Ecktürmen mit Kegeldach und Mittelrisalit mit Zwerchgiebel, 1913/14 von Georg Kuch                                                      | D-5-64-000-213 Wikidata  | weitere Bilder |
| Bielingplatz 2, Hufelandstraße 4 (Standort)                           | Pavillon                                                                                     | Polygonaler Steinbau mit Mansardwalmdach, wohl um 1914 | D-5-64-000-213 Wikidata  | BW             |
| Bielingstraße 21 (Standort)                                           | Mietshaus                                                                                    | Viergeschossiger Mansarddachbau mit Zwerchgiebel und hölzernen Giebelgauben, Sandsteinquaderbau mit Chörlein, im Neu-Nürnberger-Stil, um 1900 | D-5-64-000-215 Wikidata  | weitere Bilder |
| Bielingstraße 25 (Standort)                                           | Mietswohnhaus                                                                                | fünfgeschossiger, L-förmiger Eckbau mit Satteldach bzw. steilem Walmdach, Historismus mit Jugendstilelementen, von Georg Heim, bezeichnet 1911 | D-5-64-000-4815 Wikidata | weitere Bilder |
| Bielingstraße 25 (Standort)                                           | Einfriedung                                                                                  | Kunststeinfundament mit –pfeilern und Metallgittern, gleichzeitig | D-5-64-000-4815 Wikidata | weitere Bilder |
| Bucher Straße 71 (Standort)                                           | Wohnhaus                                                                                     | zweigeschossiger, verputzter Massivbau mit Satteldach und Satteldachzwerchhaus, um 1875 | D-5-64-000-4837 Wikidata | weitere Bilder |
| Bucher Straße 71 (Standort)                                           | Einfriedung                                                                                  | Rechteckpfeiler mit Metallgitterzaun, gleichzeitig | D-5-64-000-4837          | weitere Bilder |
| Bucher Straße 71 (Standort)                                           | Ladenlokal                                                                                   | Eingeschossiger, verputzter Massivbau mit Flachdach und großen Rundbogenöffnungen, von Fritz Mayer, 1926 | D-5-64-000-4837          | weitere Bilder |
| Bucher Straße 77 (Standort)                                           | Mietshaus                                                                                    | Viergeschossiger Traufseitbau mit Mansarddach, Zwerchgiebel und Giebeldacherkern, Sandsteinquaderbau mit Erker, in Nürnberger Bauweise der Zeit um 1600, bezeichnet „1903“ | D-5-64-000-298 Wikidata  | weitere Bilder |
| Bucher Straße 79 (Standort)                                           | Mietshaus                                                                                    | Viergeschossiger Kopfbau mit Mansardhalbwalmdach, Zwerchgiebel, Eck-Dacherker mit Haubendach und Schleppgauben, Massivbau mit Straßenfassade und Fenstergewänden aus Sandsteinquadermauerwerk, Erker mit Balkonbrüstung, Jugendstil, bezeichnet „1904“                                                   | D-5-64-000-299 Wikidata  | weitere Bilder |
| Bucher Straße 81; Bucher Straße 83 (Standort)                         | Mietshausgruppe                                                                              | Zwei viergeschossige Kopfbauten mit Walmdächern, Sichtziegelbauten mit Sandsteingliederung, üppiger Neurenaissance-Dekor, bezeichnet 1888, Haus Nummer 83 durch modernen Ladeneinbau im Erdgeschoss stark überformt                                                                                      | D-5-64-000-300 Wikidata  | weitere Bilder |
| Bucher Straße 87 (Standort)                                           | Mietshaus                                                                                    | Viergeschossiger Kopfbau mit Mansardwalmdach und Zwerchgiebel, verputzter Massivbau mit Sandsteinerker, klassizisierender Spätjugendstilbau, um 1911 von Hans Müller | D-5-64-000-301           | weitere Bilder |
| Bucher Straße 89 (Standort)                                           | Mietshaus                                                                                    | Fünfgeschossiger Traufseitbau mit Satteldach, Zwerchgiebel mit Mansarddach, verputzter Massivbau, zwei dreigeschossige Erker mit zwischenliegendem zweigeschossigem Balkonvorbau, klassizisierender Spätjugendstilbau, bezeichnet „1911“ von Hans Müller                                                 | D-5-64-000-2747 Wikidata | weitere Bilder |
| Flurstraße 4; Flurstraße 6 (Standort)                                 | Mietshausgruppe                                                                              | Zwei viergeschossige Traufseitbauten, Nr. 4 mit Mansarddach und Giebelgauben, Sandsteinquaderfassaden mit reichem gotisierenden Neurenaissance-Dekor, um 1895, Erdgeschoss durch Ladeneinbauten verändert                                                                                                | D-5-64-000-481 Wikidata  | weitere Bilder |
| Flurstraße 7; Flurstraße 9; Kirchenweg 48; Kirchenweg 54 (Standort)   | Städtische Frauen- und Kinderklinik                                                          | Mehrflügelige Bauanlage im internationalen Stil, viergeschossiger Putzbau mit flachem Walmdach und Fensterbändern, 1930 nach Plänen von Robert Erdmannsdorffer (von 1928), 1950 Wiederaufbau nach teilweiser Kriegszerstörung                                                                            | D-5-64-000-482           | weitere Bilder |
| Kirchenweg 48 (Standort)                                              | Städtische Frauen- und Kinderklinik: Genesungshaus des alten Krankenhauses                   | An der Rieterstraße (heute Kirchenweg 48), 1891, Umbau 1932 | D-5-64-000-482           | BW             |
| Kirchenweg 54 (Standort)                                              | Städtische Frauen- und Kinderklinik: Hochbunker der Frauen- und Kinderklinik                 | 1941–43 von Wilhelm Schlegtendal | D-5-64-000-482 Wikidata  | BW             |
| Flurstraße 7, 9 (Standort)                                            | Städtische Frauen- und Kinderklinik: Eingangsbereich der Frauenklinik                        | Sechs pylonenartige Pfeiler mit versenkten Reliefs der Tierkreiszeichen, um 1930 | D-5-64-000-482 Wikidata  | weitere Bilder |
| Kirchenweg 48 (Standort)                                              | Städtische Frauen- und Kinderklinik: Eingangsbereich der Kinderklinik                        | Kinderfiguren in Wandnischen, um 1930 von Philipp Kittler, und überlebensgroße Figur Mutter und Kind, 1931 von Philipp Widmer | D-5-64-000-482 Wikidata  | weitere Bilder |
| Kirchenweg 40 (Standort)                                              | Städtische Frauen- und Kinderklinik: Massive Einfriedung                                     | Zur Flurstraße und zum Kirchenweg | D-5-64-000-482 Wikidata  | weitere Bilder |
| Hallerstraße 32 (Standort)                                            | Mietshaus                                                                                    | Viergeschossiges Eckhaus mit Mansardwalmdach, Zwerchgiebeln und Schleppgauben, Sandsteinquaderbau mit gotisierendem Dekor, um 1900 | D-5-64-000-704           | weitere Bilder |
| Hallerstraße 32 (Standort)                                            | Einfriedung                                                                                  | Eisengitterzaun, um 1900 | D-5-64-000-704 Wikidata  | weitere Bilder |
| Hallerstraße 34 (Standort)                                            | Miethaus                                                                                     | Fünfgeschossiger Satteldachbau mit Mittelerker und Zwerchgiebel, Erdgeschoss Sandsteinquadermauerwerk, Obergeschosse massiv verputzt mit Jugendstildekor, bezeichnet „1907“ | D-5-64-000-705 Wikidata  | weitere Bilder |
| Nähe Hallerstraße (Standort)                                          | Einfriedung                                                                                  | Eisengitterzaun, Jugendstil, um 1907 | D-5-64-000-705 Wikidata  | weitere Bilder |
| Hallerstraße 36 (Standort)                                            | Miethaus                                                                                     | Fünfgeschossiger Satteldachbau mit Mittelerker und Zwerchgiebel, Erdgeschoss Sandsteinquadermauerwerk, Obergeschosse massiv verputzt mit Jugendstildekor, bezeichnet „1907“ | D-5-64-000-2755 Wikidata | weitere Bilder |
| Hallerstraße 36 (Standort)                                            | Einfriedung                                                                                  | Eisengitterzaun, Jugendstil, um 1907 | D-5-64-000-2755 Wikidata | weitere Bilder |
| Hallerstraße 38 (Standort)                                            | Miethaus                                                                                     | Fünfgeschossiger Satteldachbau mit Mittelerker und Zwerchgiebel, Erdgeschoss Sandsteinquadermauerwerk, Obergeschosse massiv verputzt mit Jugendstildekor, um 1907 | D-5-64-000-2756 Wikidata | weitere Bilder |
| Hallerstraße 38 (Standort)                                            | Einfriedung                                                                                  | Eisengitterzaun, Jugendstil, um 1907 | D-5-64-000-2756 Wikidata | weitere Bilder |
| Heimerichstraße 57 (Standort)                                         | Städtisches Krankenhaus: Ehemaliges Personalwohngebäude (Haus 35)                            | Vielgliedrige Dreiflügelanlage, zwei- bis dreigeschossiger Neurenaissancebau mit Sattel- und Walmdächern und Dachaufbauten, verputzter Massivbau mit Werksteingliederung und Sandstein-Straßenfassade, 1912 nach Plänen von Heinrich Wallraff                                                            | D-5-64-000-483 Wikidata  | weitere Bilder |
| Heimerichstraße 58 (Standort)                                         | Ehemalige Pflege- und Krippenanstalt des Diakonievereins                                     | Dreiflügelanlage im Neu-Nürnberger-Stil, zweigeschossiger Satteldachbau mit Zwerchgiebeln mit Krüppelwalmdach und hölzernen Dachgauben, Ziegelmauerwerksbau mit Werksteingliederung, 1894 und 1901 von Georg Heim, bei Wiederaufbau 1952 vereinfacht                                                     | D-5-64-000-2415 Wikidata | weitere Bilder |
| Heimerichstraße 95 (Standort)                                         | Städtisches Krankenhaus: Ehemalige Epidemiebaracke (Haus 28)                                 | Eingeschossiger verputzter Backsteinbau mit flachem Satteldach und hölzerner Loggia, 1909 nach Plänen von Heinrich Wallraff | D-5-64-000-483 Wikidata  | weitere Bilder |
| Heimerichstraße 95 (Standort)                                         | Städtisches Krankenhaus: Psychiatrische Abteilung (Haus 30)                                  | Vierflügelanlage, zweigeschossiger Putzbau mit Satteldach, bezeichnet „1926“, von Otto Ernst Schweizer | D-5-64-000-483 Wikidata  | weitere Bilder |
| Kirchenweg 56 (Standort)                                              | Ehemaliges Fabrikgebäude der Rheinisch-Westfälischen Sprengstoff AG: Verwaltungsgebäude      | Reich gegliederter Neubarockbau, dreigeschossiger Putzbau mit Mansardwalmdach und Giebelgauben, mit figürlichen Reliefs von Max Heilmaier und hölzernem Chörlein, bezeichnet „1915/16“, nach Plan von Prof. Heinrich Müller-Erkelenz                                                                     | D-5-64-000-1207 Wikidata | weitere Bilder |
| Kirchenweg 56 (Standort)                                              | Ehemaliges Fabrikgebäude der Rheinisch-Westfälischen Sprengstoff AG: ehemaliger Fabrikflügel | Angebaut rückwärts, viergeschossiger zweiflügeliger Putzbau mit Flachsattel- und Walmdach, Treppenturm, und Eck-Aufzugsturm, neubarock, 1924 | D-5-64-000-1207 Wikidata | weitere Bilder |
| Kirchenweg 56 (Standort)                                              | Ehemaliges Fabrikgebäude der Rheinisch-Westfälischen Sprengstoff AG: Verbindungsbau          | Seitlich pfeilergestützter, überdachter Verbindungsbau und sogenannter Rundbau, zweigeschossiger Putzbau mit Mansardwalmdach, Giebelgauben und Erker, sowie anschließend Fabrikflügel, zweigeschossiger elfjochiger Putzbau mit Flachsatteldach, 1922, nach Kriegszerstörung vereinfacht wiederaufgebaut | D-5-64-000-1207 Wikidata | weitere Bilder |
| Prof.-Ernst-Nathan-Straße 1, Prof.-Ernst-Nathan-Straße 1 a (Standort) | Städtisches Krankenhaus: Verwaltungsbau (Haus 1)                                             | Dreigeschossiger Neurenaissancebau mit Satteldach, Eckrisaliten mit Volutenzwerchgiebeln, Turmaufbau und Schleppgauben, verputzter Massivbau mit Werksteingliederung und Sandstein-Straßenfassade, 1894–97 nach Plänen von Heinrich Wallraff                                                             | D-5-64-000-483 Wikidata  | weitere Bilder |
| Rieterstraße 2 (Standort)                                             | Mietshaus                                                                                    | Viergeschossiges Eckhaus mit Mansardwalmdach, Volutenzwerchgiebeln, Erkern und Giebelgauben, Sandsteinquaderbau im Neu-Nürnberger-Stil, 1903 | D-5-64-000-1656 Wikidata | weitere Bilder |
| Nähe Rieterstraße 2 (Standort)                                        | Einfriedung                                                                                  | Sandsteinpfeiler und Eisengitterzaun, um 1903 | D-5-64-000-1656 Wikidata | weitere Bilder |
| Rieterstraße 4 (Standort)                                             | Mietshaus                                                                                    | Viergeschossiger Mansarddachbau mit Volutentwerchgiebeln und Gauben, Sandsteinquaderbau mit Mittelrisalit, Neurenaissancedekor, 1904/05 | D-5-64-000-1657 Wikidata | weitere Bilder |
| Nähe Rieterstraße 4 (Standort)                                        | Einfriedung                                                                                  | Sandsteinpfeiler und Eisengitterzaun, um 1905 | D-5-64-000-1657 Wikidata | weitere Bilder |
| Rieterstraße 6 (Standort)                                             | Mietshaus                                                                                    | Viergeschossiger Mansarddachbau mit Zwerchgiebel, Erkern und Schleppgauben, Sandsteinquaderbau mit gotisierendem Jugendstildekor, 1905 | D-5-64-000-1658 Wikidata | weitere Bilder |
| Nähe Rieterstraße 6 (Standort)                                        | Einfriedung                                                                                  | Sandsteinpfeiler, um 1905, Eisengitterzaun erneuert | D-5-64-000-1658 Wikidata | weitere Bilder |
| Rieterstraße 8 (Standort)                                             | Mietshaus                                                                                    | Viergeschossiger Mansarddachbau mit turmartigen Erkern mit Zeltdach und Schleppgauben, Sandsteinquaderbau mit Jugendstildekor, 1906/07 | D-5-64-000-1659 Wikidata | weitere Bilder |
| Rieterstraße 8 (Standort)                                             | Einfriedung                                                                                  | Sandsteinpfeiler und Eisengitterzaun, in Jugendstilformen, um 1906 | D-5-64-000-1659 Wikidata | weitere Bilder |
| Rieterstraße 9, 7 (Standort)                                          | Mietshaus                                                                                    | Fünfgeschossiger Satteldachbau, Sandsteinquaderbau mit Erker, Steinbalkon mit Maßwerkbalustrade, gotisierender Spätjugendstil, 1907 | D-5-64-000-1660 Wikidata | weitere Bilder |
| Rieterstraße 9, 7 (Standort)                                          | Einfriedung                                                                                  | Sandsteinpfeiler, um 1907, Eisengitterzaun erneuert | D-5-64-000-1660 Wikidata | weitere Bilder |
| Rieterstraße 10 (Standort)                                            | Mietshaus                                                                                    | Stattliches Eckhaus mit Walmdach und hölzernen Dachaufbauten, Sandsteinquaderbau mit Flacherkern und turmartigem Eckerker mit Laterne, im Neu-Nürnberger-Stil, 1907 | D-5-64-000-1661 Wikidata | weitere Bilder |
| Rieterstraße 10 (Standort)                                            | Einfriedung                                                                                  | Sandsteinpfeiler und Eisengitterzaun, um 1907 | D-5-64-000-1661 Wikidata | BW             |
| Rieterstraße 11 (Standort)                                            | Mietshaus                                                                                    | Fünfgeschossiger Satteldachbau mit Giebelgauben, Sandsteinquaderbau mit Jugendstildekor, 1908 | D-5-64-000-1662 Wikidata | weitere Bilder |
| Rieterstraße 11 (Standort)                                            | Einfriedung                                                                                  | Sandsteinpfeiler und Eisengitterzaun, um 1908 | D-5-64-000-1662 Wikidata | BW             |
| Rieterstraße 12 (Standort)                                            | Mietshaus                                                                                    | Fünfgeschossiges Eckhaus mit Walmdach, Zwerchgiebeln, Giebel- und Schleppgauben und Dachreiter, Steinerker mit neugotischem Dekor, Erdgeschoss Sandsteinquadermauerwerk, Obergeschosse verputzt, bezeichnet „1906“                                                                                       | D-5-64-000-1663 Wikidata | weitere Bilder |
| Rieterstraße 12 (Standort)                                            | Einfriedung                                                                                  | Sandsteinpfeiler und Eisengitterzaun, um 1906 | D-5-64-000-1663 Wikidata | BW             |
| Rieterstraße 13 (Standort)                                            | Mietshaus                                                                                    | Viergeschossiger Mansarddachbau mit Schleppgauben und Mittelerker mit Mansardwalmdach, Sandsteinquaderbau mit Jugendstildekor, bezeichnet „1908“ | D-5-64-000-1664 Wikidata | weitere Bilder |
| Rieterstraße 14 (Standort)                                            | Mietshaus                                                                                    | Fünfgeschossiger Satteldachbau mit Giebelgauben, Sandsteinquaderbau mit Mittelerker und neugotischem Maßwerkfries, 1906/08 | D-5-64-000-1665 Wikidata | weitere Bilder |
| Rieterstraße 15 (Standort)                                            | Mietshaus                                                                                    | Viergeschossiges Eckhaus mit Satteldach, Volutengiebel, Erkern und Schleppgauben, Risalit mit Walmdach, Erdgeschoss Sandsteinquadermauerwerk, Obergeschosse verputzt mit Werksteingliederung, später Jugendstil, 1907/08                                                                                 | D-5-64-000-1666 Wikidata | weitere Bilder |
| Rieterstraße 15 (Standort)                                            | Toreinfahrt                                                                                  | Stichbogentor und -pforte, Sandsteinquadermauerwerk, um 1908 | D-5-64-000-1666 Wikidata | BW             |
| Rückertstraße 3 (Standort)                                            | Mietshaus                                                                                    | Viergeschossiger Mansarddachbau mit Zwerchhäusern mit Walmdach und Schleppgauben, Erdgeschoss Sandsteinquadermauerwerk, Obergeschosse massiv verputzt, Spätjugendstilbau, um 1910 | D-5-64-000-1712 Wikidata | weitere Bilder |
| Rückertstraße 5 (Standort)                                            | Mietshaus                                                                                    | Viergeschossiger Mansarddachbau mit Zwerchgiebel und Giebelgauben, Sandsteinquaderbau mit Jugendstildekor, zum Teil verputzt, 1909 | D-5-64-000-1713 Wikidata | weitere Bilder |
| Rückertstraße 6 (Standort)                                            | Mietshaus                                                                                    | Viergeschossiger Mansarddachbau mit Zwerchhaus mit Mansardwalmdach und Schleppgauben, Sandsteinquaderbau mit Jugendstildekor, bezeichnet „1909“ | D-5-64-000-1714 Wikidata | weitere Bilder |
| Rückertstraße 8 (Standort)                                            | Mietshaus                                                                                    | Viergeschossiger Mansarddachbau mit Zwerchgaube und Schleppgauben, Erd- und erstes Obergeschoss Sandsteinquadermauerwerk, Sandsteinerker, im Übrigen verputzt, später Jugendstil, 1909 | D-5-64-000-1715 Wikidata | weitere Bilder |
| Rückertstraße 9 (Standort)                                            | Mietshaus                                                                                    | Viergeschossiger Mansarddachbau mit Zwerchgaube und Giebelgauben, Sandsteinquaderbau mit Jugendstildekor, 1909 | D-5-64-000-1716 Wikidata | weitere Bilder |
| Rückertstraße 10 (Standort)                                           | Mietshaus                                                                                    | Viergeschossiger Mansarddachbau mit Zwerchgaube und Schleppgauben, Straßenfassade Sandsteinquadermauerwerk, mit zwei Erkern, später Jugendstil, um 1908/10 | D-5-64-000-1717 Wikidata | weitere Bilder |
| Rückertstraße 10 (Standort)                                           | Toreinfahrt                                                                                  | Stichbogentor und -pforte, Sandsteinquadermauerwerk, um 1908/10 | D-5-64-000-1717 Wikidata | weitere Bilder |
| Rückertstraße 11 (Standort)                                           | Mietshaus                                                                                    | Viergeschossiges Eckhaus mit Mansarddach, Zwerchgiebel und Giebelgauben, turmartige Eckausbildung mit Haubendach, Sandsteinquaderbau mit Erkern, teilweise verputzt, um 1907 | D-5-64-000-1718 Wikidata | weitere Bilder |
| Rückertstraße 13 (Standort)                                           | Mietshaus                                                                                    | Viergeschossiger Satteldachbau mit Schleppgauben, Sandsteinquaderbau mit Jugendstildekor, 1906 von M. Wiessner | D-5-64-000-1719 Wikidata | weitere Bilder |
| Rückertstraße 15 (Standort)                                           | Mietshaus                                                                                    | Viergeschossiger Satteldachbau mit Schleppgauben und Zwerchgiebel, Sandsteinquaderbau mit Erker und reichem Jugendstildekor, um 1905 | D-5-64-000-1720 Wikidata | weitere Bilder |

### Sandberg
| Lage                                      | Objekt                              | Beschreibung | Akten-Nr.                | Bild           |
| ----------------------------------------- | ----------------------------------- | --- | ------------------------ | -------------- |
| Amalienstraße 7 (Standort)                | Mietshaus                           | Viergeschossiger traufseitiger Satteldachbau, Erdgeschoss Sandsteinquadermauerwerk, Obergeschosse verputzt, mit Jugendstildekor, bezeichnet „1908“ | D-5-64-000-73 Wikidata   | weitere Bilder |
| Helmstraße 14 (Standort)                  | Mietshaus                           | Viergeschossiges Eckhaus mit Mansardwalmdach und Giebelgauben, Erdgeschoss Sandsteinquadermauerwerk, Obergeschosse Ziegelmauerwerk mit Werksteingliederung, Neurenaissancedekor, um 1890 | D-5-64-000-752 Wikidata  | weitere Bilder |
| Lobsingerstraße 7 (Standort)              | Mietshaus                           | Viergeschossiger Walmdachbau mit Giebelgauben, Straßenfassade Sandsteinquadermauerwerk, im Übrigen Sichtziegelbau mit Werksteingliederung, mit Neurenaissancedekor, um 1895 | D-5-64-000-1208 Wikidata | weitere Bilder |
| Lobsingerstraße 9 (Standort)              | Mietshaus                           | Viergeschossiger Satteldachbau, Straßenfassade Sandsteinquadermauerwerk, im Übrigen Sichtziegelbau mit Werksteingliederung, mit Neurenaissance- und Neubarockdekor, um 1895 | D-5-64-000-1209 Wikidata | weitere Bilder |
| Lobsingerstraße 11 (Standort)             | Mietshaus                           | Viergeschossiger Satteldachbau mit Ziergiebel, Straßenfassade Sandsteinquadermauerwerk, mit reichem Neurenaissance- und Neubarockdekor, von Friedrich Fischer, bezeichnet „1896“ | D-5-64-000-1210 Wikidata | weitere Bilder |
| Johannisstraße 132 (Standort)             | Mietshaus                           | Viergeschossiger Traufseitbau mit Satteldach, verputzter Massivbau mit Werksteingliederung und reichem klassizisierendem Neurenaissancedekor, um 1895, Erdgeschossfassade durch Ladeneinbau überformt | D-5-64-000-924 Wikidata  | weitere Bilder |
| Johannisstraße 134 (Standort)             | Mietshaus                           | Viergeschossiger Traufseitbau mit Satteldach, verputzter Massivbau mit Sandsteinfassade und reichem klassizisierendem Neurenaissancedekor, um 1895, Erdgeschossfassade durch Ladeneinbau überformt | D-5-64-000-2752 Wikidata | weitere Bilder |
| Penzstraße 15 (Standort)                  | Mietshaus                           | Dreigeschossiger Satteldachbau mit Volutenzwerchgiebel, Dachgauben und polygonaler Eckerker mit Spitzhelm, Sandsteinquaderbau mit reichem Dekor im Neu-Nürnberger-Stil, um 1890 | D-5-64-000-1512 Wikidata | weitere Bilder |
| Penzstraße 15 (Standort)                  | Doppeltoranlage                     | Zusammen mit Penzstr. 13, Sandsteinpfeiler und Eisengittertore, um 1890 | D-5-64-000-1512 Wikidata | weitere Bilder |
| Schnieglinger Straße 38 und 50 (Standort) | Dr.-Theo-Schöller-Schule            | Schulhaus, viergeschossiger Ziegelsteinbau mit Sattel- und Walmdach, Frühjugendstilbau mit zwei Zwerchgiebeln und kupfernen Dachreitern, reiche Ornamentierung mit Sgraffitos, dreigeschossiger Anbau mit Walmdach und Mittelrisalit mit Zwerchgiebel, eingeschossiger Turnhallenflügel, 1900–05 von Georg Kuch, Aufstockung des Turnhallenflügels 2007/08 | D-5-64-000-1783 Wikidata | weitere Bilder |
| Schnieglinger Straße 38 und 50 (Standort) | Einfriedung                         | Sandsteinpfeiler und Eisengitterzaun, um 1905 | D-5-64-000-1783 Wikidata | weitere Bilder |
| Wilhelm-Marx-Straße 36 (Standort)         | Katholische Pfarrhaus St. Michael   | Dreigeschossiger Mansardwalmdachbau mit Giebelgauben und Treppenturm, verputzter Massivbau mit Putzgliederung, bezeichnet 1911, von Otto Schulz | D-5-64-000-2753 Wikidata | weitere Bilder |
| Wilhelm-Marx-Straße 38 (Standort)         | Katholische Pfarrkirche St. Michael | Neubarocke Saalkirche, verputzter Massivbau mit Satteldach, Südturm mit Haubendach, 1908–10 von Otto Schulz; mit Ausstattung | D-5-64-000-2156 Wikidata | weitere Bilder |

### Thon
| Lage                         | Objekt                                                                     | Beschreibung | Akten-Nr.                | Bild           |
| ---------------------------- | -------------------------------------------------------------------------- | --- | ------------------------ | -------------- |
| Hufelandstraße 54 (Standort) | Wohnhochhaus „Sonnenwohnheim für berufstätige Frauen“, auch „Ypsilon-Haus“ | Neungeschossiger Stahlbetonbau über ypsilonförmigem Dreiflügelgrundriss, die südwestlichen, südlichen und südöstlichen Fassaden durch Balkone rhythmisch gegliedert, 1955–1957 nach Planung von Wilhelm Schlegtendal errichtet | D-5-64-000-2493 Wikidata | weitere Bilder |